# ابوالحسن صبا
ابوالحسن صَبا (۱۴ فروردین ۱۲۸۱ ه‍.ش – ۲۹ آذر ۱۳۳۶ ه‍.ش) موسیقی‌دان، آهنگساز، نوازنده و آموزگار موسیقی اهل ایران بود. او در طولِ چهل سال فعالیت حرفه‌ای‌اش به آهنگسازی، طراحی شیوه‌های نوین نوازندگی، گردآوری ردیف، تألیف کتاب‌های آموزشی و تربیت شاگردانی سرشناس پرداخت و از این رو هنرمندی تأثیرگذار در رشد جریان‌های موسیقی در ایران شناخته می‌شود. وی با اصول علمی موسیقی غربی آشنایی کامل داشت و در عین حال بر گسترش و پیشرفت موسیقی سنتی و محلی ایران تمرکز داشت. از وی به‌خاطر نوآوری‌ها و تحولاتی که در موسیقی ایران پدید آورد، با عنوانِ «نیمای موسیقی ایرانی» یاد می‌شود و مدتی که در این عرصه حضور داشته است را «دوران طلایی موسیقی» نام نهاده‌اند.
ابوالحسن صبا در تهران زاده شد. او از سه سالگی در خانواده‌ای اهل هنر با موسیقی آشنا شد و مقدمات آموختن موسیقی را ابتدا نزد پدرش آغاز کرد. از شش سالگی نواختن سه‌تار را نزد میرزاعبدالله فراهانی فراگرفت. نُه ساله بود که به کلاس تار و سه‌تار درویش‌خان راه یافت و همزمان آموختن کمانچه را نیز با حسین‌خان اسماعیل‌زاده ادامه داد. پس از آن در دوران نوجوانی سازهای دیگری مانند ویولن را با حسین هنگ‌آفرین و سنتور را با علی‌اکبرخان شاهی آموخت، و فراگیری تئوری موسیقی و شیوهٔ نوازندگی در موسیقی کلاسیک را نیز در همین دوران آغاز کرد. پس از اتمام دورهٔ ابتدایی، در مدرسهٔ آمریکایی ادامهٔ تحصیل داد و در آنجا با سلفژ و نواختن پیانو آشنا شد. وی در ادامه وارد مدرسهٔ عالی موسیقی شد که تحت مدیریت علینقی وزیری بود که تازه از اروپا به ایران بازگشته بود. او در این مدرسه با پشتکار و استعدادی که داشت، توانست علاوه بر فراگیری موسیقی، در تدریس و تمرین‌دادن به دیگر هنرجویان نیز وزیری را یاری دهد. از صبا به خاطر توانایی و تسلط وی در نواختن انواع مختلفی از سازها، به‌عنوان «مردی که به تنهایی یک ارکستر کامل است» نیز یاد کرده‌اند.
فعالیت حرفه‌ای صبا که از مدرسهٔ عالی موسیقی آغاز شده بود، ادامه یافت. در این زمان کنسرت‌های ارکستر مدرسهٔ عالی موسیقی در تهران و شهرستان‌ها آغاز شد و آثاری از علینقی وزیری نیز توسط این ارکستر ضبط شد. پس از آن، مدرسهٔ صنایع ظریفه (شعبهٔ مدرسهٔ عالی موسیقی) توسط وزیری در رشت تأسیس و ریاست این مدرسه به صبا واگذار شد. صبا پس از نقل مکان به این شهر، ضمن مدیریت و آموزش موسیقی، به روستاها و کوهپایه‌های شمال رفت و به جمع‌آوری آهنگ‌های محلی پرداخت و یکی از نخستین موسیقی‌دانان ایرانی معاصر دانسته می‌شود که برای گردآوری، ثبت و اجرای موسیقی نواحی ایران تلاش کرده‌اند. صبا با یکی از شاگردان خود به نام منتخب اسفندیاری ازدواج کرد که حاصل این ازدواج، سه دختر به نام‌های غزاله، ژاله و رکسانا بودند. وی سرانجام در ۲۹ آذر سال ۱۳۳۶، به دنبال بیماری قلبی که داشت، در سن ۵۵ سالگی در اثر سکتهٔ قلبی در خانه‌اش درگذشت. این خانه پس از مرگ وی به موزهٔ صبا تبدیل شد. او نخستین موسیقی‌دان ایرانی است که موزه‌ای از او در ایران تأسیس شده است.
سبک موسیقی صبا در سه بخشِ ردیف، آهنگسازی و نوازندگی قابل تحلیل است. او که ردیف موسیقی ایران را نزد میرزاعبدالله و درویش‌خان فرا گرفته بود، تلاش بسیاری برای گردآوری بیشتری از نغمه‌ها و آثار شفاهی که هنوز به ثبت نرسیده بودند، کرد و در این راه از جمله به سراغ مداحان، تعزیه‌خوانان، چوپانان، نی‌زن‌ها و نوازندگان رفت. او در این خلال توانست نغمه‌هایی را به ردیف موسیقی بیفزاید و برای نخستین بار ردیف موسیقی ایرانی را برای ساز ویولن نوشت و «مکتب ویولن ایران» را تثبیت کرد. صبا در آهنگسازی با آنکه آشنایی کاملی با سازها و موسیقی غربی داشت، اما توجه ویژه‌ای به الهام‌گرفتن از موسیقی ردیف و محلی برای خلق آثارش داشت. قطعهٔ «زرد ملیجه» که از ساخته‌های او در زمان سکونتش در گیلان است و قطعهٔ «به زندان» در مایهٔ شوشتری، نمونه‌هایی از این آثار هستند. صبا در سبک نوازندگی خود، به‌خاطر مهارت در نواختن سازهای متعددی مانند سه‌تار، ویلن، سنتور و تمبک، تکنیک‌ها و تزئینات جدیدی در نوازندگی این سازها ابداع کرد.
صبا آثار متعدد و متنوعی از خود بر جای گذاشته است. این آثار شامل آهنگسازی، نوازندگی و تألیف کتاب می‌شود. آثار نوازندگی را می‌توان به دو بخشِ آثار ضبط شده بر روی صفحه‌های گرامافون «۷۸ دور» که به صفحه‌های سنگی شهرت داشتند و آثار ضبط شده بر روی نوارهای مغناطیسی طبقه‌بندی کرد. آثار شنیداری که از صبا به‌صورت رسمی برجای مانده، بین سال‌های ۱۳۰۷ تا ۱۳۳۶ ضبط شده‌اند و حدود دویست صفحهٔ گرامافون از وی به یادگار مانده است. بسیاری از آثار آهنگسازی وی نیز به صورت مکتوب منتشر شده یا با تنظیم‌های متفاوتی توسط ارکسترهای گوناگون اجرا یا ضبط شده‌اند. در بخش تألیف کتاب، ردیف‌های ویولن، سنتور و سه‌تار از آثار شاخص وی در این حوزه محسوب می‌شوند. صبا در طول فعالیت حرفه‌ای خود علاوه بر همکاری و پایبندی به ادامهٔ راه علینقی وزیری، دوستی نزدیکی با روح‌الله خالقی، محمدحسین شهریار و نیما یوشیج داشت و فعالیت‌های مشترک بسیاری با موسیقی‌دانان سرشناسی همچون موسی معروفی، مرتضی محجوبی، ملوک ضرابی، جواد بدیع‌زاده، قمرالملوک وزیری، خاطره پروانه و دیگران داشت. وی همچنین شاگردان بسیاری مانند فرامرز پایور، علی تجویدی، همایون خرم، حسین دهلوی، مهدی خالدی، پرویز یاحقی و بسیاری دیگر را تربیت کرد که بعدها راه او را ادامه دادند. صبا به فرهنگ غرب نیز علاقه‌مند بود و با اینکه نقاشی را در مدرسهٔ کمال‌الملک با شیوه‌های سنتی آموخته بود، به آثار پیکاسو و رامبرانت نیز علاقه داشت. از میان آهنگسازان غربی بیشتر از همه بتهوون را دوست داشت و مجسمهٔ او را در اتاقش نگهداری می‌کرد. صبا همچنین در سازسازی مهارت داشت و نخستین کارگاه رسمی سازسازی وابسته به دولت به پیشنهاد و کوشش او تأسیس شد. صبا به جانوران و پرورش گل و گیاه نیز علاقه‌مند بود، به ادبیات فارسی اهمیت می‌داد، شعر می‌سرود و از میان نویسندگان ایرانی بیش از همه به صادق هدایت علاقه داشت.

## زندگی

### دوران کودکی

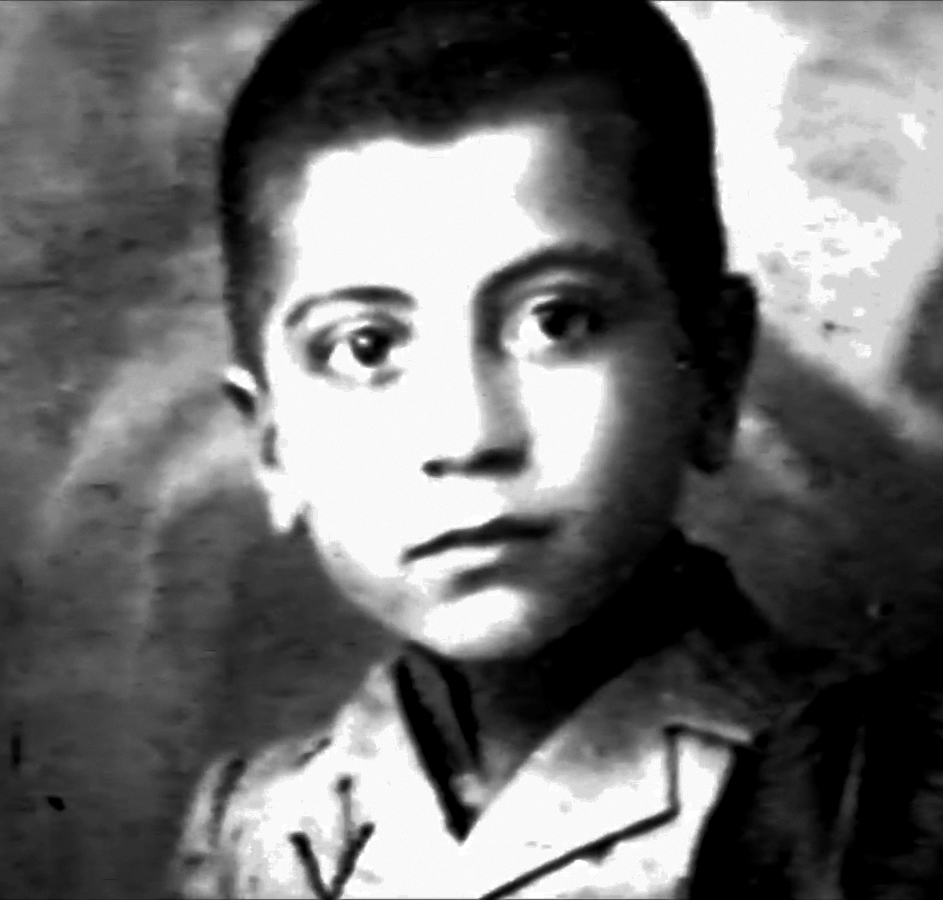
ابوالحسن صبا در کودکی

ابوالحسن صبا ۱۴ فروردین سال ۱۲۸۱ ه‍.ش در خانهٔ پدری‌اش واقع در خیابان ظهیرالاسلام در محلهٔ شاه‌آباد تهران زاده شد. او دومین فرزند از پنج فرزند خانوادهٔ صبا بود. پدرش ابوالقاسم صبا معروف به کمال‌السلطنه (زادهٔ ۱۲۹۲ ه‍.ق – درگذشتهٔ ۱۳۴۵ ه‍.ق)، پزشکِ دربار قاجار، نوهٔ محمودخان صبا، شاعر و نقاشِ دوره ناصری و ندیدهٔ فتح‌علی صبای کاشانی، ملک‌الشعرای دربار فتحعلی‌شاه قاجار بود. ابوالقاسم صبا از نزدیکان شعاع‌السلطنه، پسر مظفرالدین‌شاه بود و با درویش‌خان نیز دوستی داشت. مادر ابوالحسن صبا آمنه رئیس نام داشت؛ وی از طرف پدر به خانوادهٔ صبا (همسرش) و از طرف مادر به خاندان سمیع گیلانی منسوب بود. فرزندان او و ابوالقاسم صبا به ترتیب سن عبارت بودند از: عبدالحسین، ابوالحسن، عالیه، خدیجه و عادله. عبدالحسین صبا که فرزند بزرگ بود، در نواختن سه‌تار مهارت داشت و بعدها به خدمت وزارت دارایی درآمد.
ابوالحسن صبا از سه‌سالگی نزد ربابه روانبخش (ندیمهٔ عمه‌اش) که از شاگردان حبیب سماع حضور بود، با تمبک‌نوازی و تصنیف‌خوانی آشنا شد. پدرش نیز اهل هنر و ادبیات بود و سه‌تار می‌نواخت؛ او از شاگردان میرزاعبدالله فراهانی بود اما پس از درگذشت خواهرش نواختن سه‌تار را کنار گذاشت و ساز را در خانه پنهان کرد. ابوالحسن که شیفتهٔ سه‌تار بود، هروقت فرصت پیدا می‌کرد به سراغ ساز پدر می‌رفت و مخفیانه برای خود می‌نواخت. مادرش که از این موضوع خبردار شد جای ساز را در خانه تغییر داد، اما ابوالحسن خیلی زود مکان جدید نگهداری ساز را پیدا کرد و به نواختنِ پنهانی‌اش ادامه داد. روزی هنگام بازی و نواختن، سیم زرد سه‌تار پاره شد و پدر از بازی و نواختن پنهانی پسرش باخبر شد. او که علاقه و اشتیاق ابوالحسن را دید، با مهربانی سیم ساز را عوض کرد و پس از کوک کردن آن، یکی از گوشه‌های موسیقی ایرانی را برای فرزندش نواخت. ابوالحسن صبا از پدرش درخواست کرد که این گوشه را به او آموزش دهد. فردای آن‌روز صبا در مقابل پدرش ساز را برداشت و به‌درستی کوک کرد و نواخت.

به این ترتیب، ابوالحسن مقدمات سه‌تارنوازی را نزد پدر آغاز کرد. از شش سالگی با راهنمایی پدرش، چندین سال نواختنِ سه‌تار و پس از آن تار را نزد میرزا عبدالله فراهانی فرا گرفت، که این آموزش‌ها تا زمان درگذشت میرزا عبدالله ادامه داشت. ابوالحسن همچنین به واسطهٔ میرزا عبدالله، مدتی از آموزش‌های آقا حسینقلی فراهانی (برادر میرزا عبدالله) نیز بهره‌مند شد. او در خاطرات خود در مورد میرزا عبدالله، حالت وی را در مواقعی که برای خود می‌نواخته چنین توصیف کرده است:
«گاهی مرحوم میرزا پس از آن‌که مدتی برای خود سه‌تار می‌زد، از خود بی‌خود می‌شد. سه‌تار، او را برمی‌داشت و به عالمی دیگر می‌برد. آن‌وقت از سه‌تار صدایی برمی‌خاست که از این عالم نبود، دریچه‌ای از بهشت به روی ما گشوده می‌شد و زمزمهٔ فرشتگان را به گوش جان می‌شنیدیم.»
ابوالحسن صبا تحصیلات ابتدایی خود را در سال ۱۲۸۸ در مدرسهٔ علمیه تهران آغاز کرد. صادق هدایت از هم‌دوره‌ای‌های او در این مدرسه بود. صبا در سال ۱۲۹۰ به کلاس سه‌تار و تارنوازی درویش‌خان راه یافت و به مدت پنج سال نیز نزد او شاگردی کرد. صبا در کلاس درویش‌خان با نورعلی برومند همکلاس بود و درویش‌خان آن‌ها را «دو تا کوچولو» صدا می‌زد. برومند دربارهٔ آن دوره گفته بود: «وقتی که درویش‌خان به صبا درس می‌داد و ما از بیرون اتاق گوش می‌کردیم، آنقدر صدای سازشان شبیه بود که ما نمی‌توانستیم بفهمیم کدام یک ساز می‌زنند.»
اگرچه شهرتِ صبا بیشتر با صدای ساز ویلنش گره خورده است، اما برخی هنرمندان از جمله مرتضی نی‌داوود و محمدرضا لطفی، نوازندگی سه‌تارش را برتر از ویلن‌نوازی او دانسته‌اند. صبا همزمان از سال ۱۲۹۱ نواختن کمانچه را نزد حسین‌خان اسماعیل‌زاده فراگرفت و هم‌درسِ هنرمندانی نظیر حسین یاحقی و رضا محجوبی شد.

### دوران نوجوانی

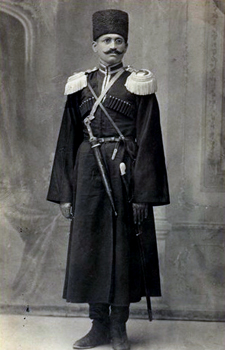
حسین هنگ‌آفرین نخستین معلم ویلن صبا

صبا از سال ۱۲۹۲ به منظور آموختن نوازندگی ویلن، نزد حسین هنگ‌آفرین رفت. پس از آن نت‌خوانی، نت‌نویسی و نواختن ویلن کلاسیک را از «تینا مانتوفل» که یک موسیقی‌دان اهل روسیه بود، آموخت. او در کلاس‌های درویش‌خان چنان پیشرفت کرد که در سال ۱۲۹۳، تقدیرنامهٔ مخصوص و «مدال تبرزین» را از وی دریافت کرد. او در همین سال، دورهٔ تصنیف‌ها، ضربی‌ها و تمبک را از حاجی‌خان ضرب‌گیر (عین‌الدوله‌ای) فراگرفت. پس از آن در سال ۱۲۹۴ نواختن ساز سنتور را نزد علی‌اکبرخان شاهی آغاز کرد. صبا پس از پایان تحصیل در مدرسهٔ علمیه، در سال ۱۲۹۵ برای ادامهٔ تحصیل به مدرسهٔ آمریکایی تهران وارد شد. او نواختن پیانو و سلفژ را از «دکتر جردن» مدیر مدرسه و همسرش آموخت. وی در این مدرسه زبان انگلیسی را هم فرا گرفت و با روح‌الله خالقی نیز آشنا شد. خالقی در مورد آن زمان نوشته است: «وقتی قبل از ۱۲۹۷ به مدرسهٔ آمریکایی می‌رفتم، صبا دو کلاس از من جلوتر و با برادر بزرگم همکلاس بود و از همان‌وقت در میان تمام شاگردان مدرسه شهرت داشت که ابوالحسن‌خان اغلب سازها را به خوبی می‌نوازد.»
او همزمان با تحصیل و آموختن سازهای مختلف، در سال ۱۲۹۶ نزد عباس زرگر و «ضیاء»، نجاری، منبت‌کاری و زرگری را فراگرفت و نخستین تجربهٔ سازسازی را نیز به‌دست‌آورد. صبا در سال ۱۲۹۷ تحت تأثیر نی‌نوازیِ نایب‌اسدالله، به ساز نی گرایش پیدا کرد و با تمرین، نواختن این ساز را نیز تجربه کرد. او هم‌زمان به کلاس‌های سرژ خوتسیف راه یافت و نوازندگی ویلن کلاسیک را نزد وی کامل کرد. صبا همچنین نزد اکبر هنگ‌آفرین با نواختن فلوت آشنا شد.

### دوران جوانی

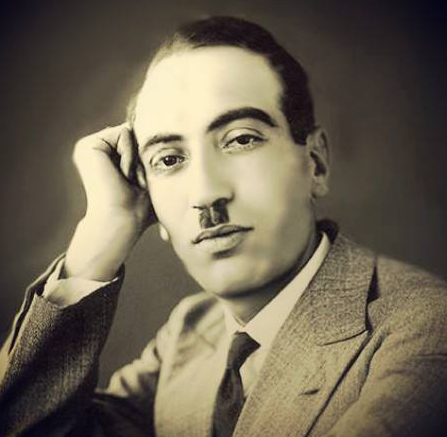
ابوالحسن صبا در جوانی

صبا از سال ۱۳۰۱ نواختنِ سازهای غربی همچون کلارینت را نیز فرا گرفت و هم‌زمان با شنیدن صفحه‌های گرامافونِ فریتس کرایسلر، آهنگساز و نوازندهٔ ویلن آمریکایی که متولد اتریش بود، با آثار موسیقی کلاسیک بیش از پیش آشنا شد. او در همین زمان، تحصیل در مدرسهٔ آمریکایی را رها کرد و با وجود مخالفت‌های پدرش، بیشتر وقت خود را به موسیقی اختصاص داد. وی در کنار موسیقی، همچنان به فعالیت‌های صنعتی خود نیز ادامه داد تا اینکه در همین سال (۱۳۰۱) به استخدام قورخانهٔ تهران درآمد و مدتی در آنجا به کار مشغول شد. او همچنین در این زمان به عنوان تکنواز ویلن با ارکستر انجمن اخوت به همکاری پرداخت. صبا در قورخانه همکاری به نام رضا هندی داشت که به‌واسطهٔ او با سید محمدحسین خشگنابی، متخلص به «بهجت تبریزی» که بعدها به شهریار شهرت یافت، آشنا شد. رضا هندی آواز می‌خواند و هم‌اتاقیِ شهریار جوان بود. شهریار در این مورد گفته بود: «۱۳۰۱ بود که من برای درس خواندن به تهران آمدم. پدرم نامه‌ای نوشت و سفارش مرا به مردی به نام کمال‌السلطنه کرد. من البته این نامه را به آن مرد نرساندم که از حمایت بی‌نیاز بودم.» صبا از طریق رضا هندی به خانهٔ شهریار دعوت شد. در بین صحبت‌هایش نام پدر خود را به زبان آورد و شهریار تازه متوجه شد که کمال‌السطنه همان پدر ابوالحسن صباست و از آن به‌بعد، دوستی آن‌ها نیز آغاز شد.
در اوایل زمستان سال ۱۳۰۲ آگهی افتتاح مدرسهٔ عالی موسیقی، با مدیریت علینقی وزیری که تازه از اروپا به ایران بازگشته بود، در روزنامه چاپ شد. صبا به همراه موسی معروفی که او نیز از شاگردان مطرحِ درویش‌خان بود، به این مدرسه راه یافت و همزمان با تحصیل موسیقی، در ارکستر مدرسه به نوازندگی مشغول شد. پدر صبا نسبت به پرداختن فرزندش به موسیقی به عنوان حرفهٔ اصلی مخالف بود، اما ابوالحسن صبا با پشتکار و استعداد فراوان به تمرین موسیقی پرداخت و پس از مدت کوتاهی از سوی علینقی وزیری به عنوان نمایندهٔ کلاس انتخاب شد. او در تدریس و تمرین‌دادن به دیگر هنرجویان نیز وزیری را یاری می‌داد و به‌عنوانِ دستیار در کنار وی بود. علینقی وزیری در خاطراتش از صبا و این دورهٔ مدرسهٔ عالی موسیقی نوشته است: «ابوالحسن‌خان صبا صنعتی است (یعنی در کار موسیقی استعداد ذاتی دارد) ویلن خوب خواهد زد. باید با پدرش مذاکره شود تا از این خرافات که ساز بد است، خارجشان کنم.»

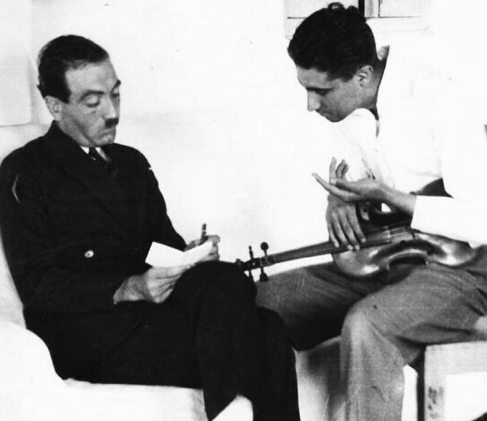
ابوالحسن صبا و روح‌الله خالقی در جوانی

صبا پس از مدتی در ارکستر مدرسهٔ موسیقی به رهبری علینقی وزیری، جایگاه خود را به عنوان تکنواز ویلن تثبیت کرد. وی همچنین در کلوپ موزیکال که وابسته به مدرسهٔ عالی موسیقی بود نیز به نوازندگی مشغول شد. صبا در این دوره، صبح تا ظهر به کار اداری مشغول بود و هر روز بعد از ظهر به مدرسهٔ عالی موسیقی می‌رفت و معمولاُ تا ساعت ۹ شب به آموختن و تمرین موسیقی می‌پرداخت. پس از مدتی تعداد هنرجویان مدرسه بیشتر شد و علینقی وزیری تعدادی از شاگردان را به صبا سپرد. با این اتفاق نخستین کلاس ویلن صبا در مدرسهٔ عالی موسیقی تشکیل شد و او هم‌زمان با تحصیل، به‌صورتِ رسمی به عنوان مدرس ویلن مدرسه، فعالیت خود را آغاز کرد. او در این دوره با افرادی همچون محمدحسین شهریار، نیما یوشیج (پسرعموی همسر آینده‌اش) و روح‌الله خالقی نزدیکی و معاشرت بیشتری پیدا کرد. روح‌الله خالقی که مانند صبا از نخستین شاگردان مدرسهٔ عالی موسیقی بود دربارهٔ دوران آغاز تحصیل در این مدرسه نوشته است:
من قبل از شنیدن صدای ساز صبا، ویلون نواختن رضاخان محجوبی را که شش ماه هم شاگردش بودم بسیار می‌پسندیدم، ولی در اولین جلسه‌ای که ویلن صبا را شنیدم، او را زبردست‌تر از معلم سابق خود یافتم. صبا از همان موقع گویی به خواص این ساز پی برده و به‌خوبی فهمیده بود که ویلن را نباید به تقلید از سبک کمانچه نواخت.
خالقی تأکید می‌کند که اگر راهنمایی‌های صبا نبود او و همکلاسی‌های دیگرش، درس‌های وزیری را به صورت کامل درک نمی‌کردند. او نوشته است: «در حقیقت ما در این کار علاوه بر استاد، مرهون بهترین شاگردش یعنی صبا بودیم.» ابوالحسن صبا که به نقاشی و خوشنویسی نیز علاقهٔ فراوان داشت، در همین زمان دوره‌ای را در مدرسهٔ کمال‌الملک نزد هادی تجویدی و کمال‌الملک سپری کرد.
در نزدیکی خانهٔ صبا در کوچهٔ ظهیرالاسلام، یکی از دوستانش کارگاه نجاری داشت. او بعضی وقت‌ها به آن کارگاه می‌رفت و به تعمیر و ساخت سازهای مختلف می‌پرداخت.

### فعالیت‌ها

#### سال‌های آغازین (۱۳۱۵–۱۳۰۶)

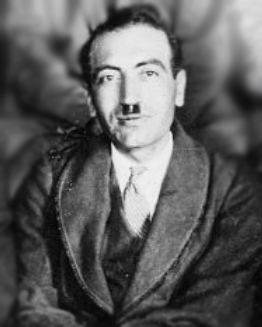
ابوالحسن صبا در جوانی

##### ریاست مدرسهٔ صنایع ظریفه
در فروردین ۱۳۰۶ ارکستر مدرسهٔ عالی موسیقی همراه با علینقی وزیری برای اجرای کنسرت به شهرهای رشت و بندر انزلی سفر کرد. مردم گیلان تحت تأثیر ویلن‌نوازی صبا، از وزیری خواستند تا یک مدرسهٔ موسیقی در رشت تأسیس کند. او نیز از این درخواست استقبال کرد و پس از مدتی مقدمات برپایی شعبهٔ مدرسهٔ عالی موسیقی در رشت را فراهم کرد.
نخستین فعالیت‌های حرفه‌ایِ ضبط شدهٔ ابوالحسن صبا در زمستان سال ۱۳۰۷، با ضبط آثاری از علینقی وزیری همراه با ارکستر مدرسهٔ عالی موسیقی آغاز شد که صبا در آن به عنوان کنسرت‌مایستر ارکستر حضور داشت. در سال ۱۳۰۸ آثار دیگری از وزیری به همراه ارکستر مدرسهٔ عالی موسیقی ضبط شد. در این ضبط‌ها، صبا در فاصلهٔ بند اول و دوم سرود «ای وطن»، ساختهٔ وزیری با آواز روح‌انگیز و در روی دوم صفحه، قطعهٔ «زرد ملیجه» خود را با ویلن اجرا کرده است.
علینقی وزیری در ۱۸ اسفند سال ۱۳۰۸ حکم تأسیس و مدیریت مدرسهٔ صنایع ظریفه (شعبهٔ مدرسهٔ عالی موسیقی) در رشت را به ابوالحسن صبا ابلاغ کرد. صبا از تهران به رشت نقل مکان کرد و مدیریت این مدرسه را بر عهده گرفت. در این زمان ارکستر مدرسهٔ عالی موسیقی با حضور صبا و روح‌انگیز، کنسرت‌هایی را در گیلان به اجرا گذاشت. او به عنوان مدیر و مدرس موسیقی مدرسهٔ تازه تأسیس، در رشت ماند و در آنجا ضمن آموزش موسیقی، به روستاها و کوهپایه‌های شمال رفت و به جمع‌آوری آهنگ‌های محلی پرداخت و با نوازندگان و خوانندگان محلی آشنا شد و ضمنِ نت‌نویسی آثار آنان، از موسیقی گیلان در آثار خود نیز تأثیر گرفت.
صبا، برای جمع‌آوری و نت‌نگاریِ نغمه‌های محلی، گاه با اسب و قاطر از مسیرهای دشوار عبور می‌کرد تا به مناطقی همچون دیلمان و عمارلو برود. در عمارلو با یک نوازندهٔ محلی کمانچه به نام «فیض‌الله» آشنا شد. در آن زمان وسیلهٔ ضبط صدا و موسیقی در دسترس نبود به همین دلیل آنچه فیض‌الله می‌نواخت صبا به خطِ نت یادداشت می‌کرد. آثاری همچون «شرفشاهی»، «دیلمان»، «زرد ملیجه»، «درقفس»، «رقص چوبی»، «قاسم‌آبادی، «کوهستانی» و «امیری» (مازندرانی) یادگار این دوره از زندگی اوست که برخی از آنان در ردیف موسیقی ایرانی ماندگار شدند. صبا نخستین موسیقی‌دان ایرانی است که برای گردآوری، ثبت و اجرای موسیقی نواحی ایران تلاش کرد. او پس از ضبط این آثار، همچنان به فعالیت‌های خود در رشت ادامه داد اما به تدریج شرایط آب و هوایی و رطوبت گیلان به او نساخت و به بیماری روماتیسم مبتلا شد.

##### بازگشت به تهران

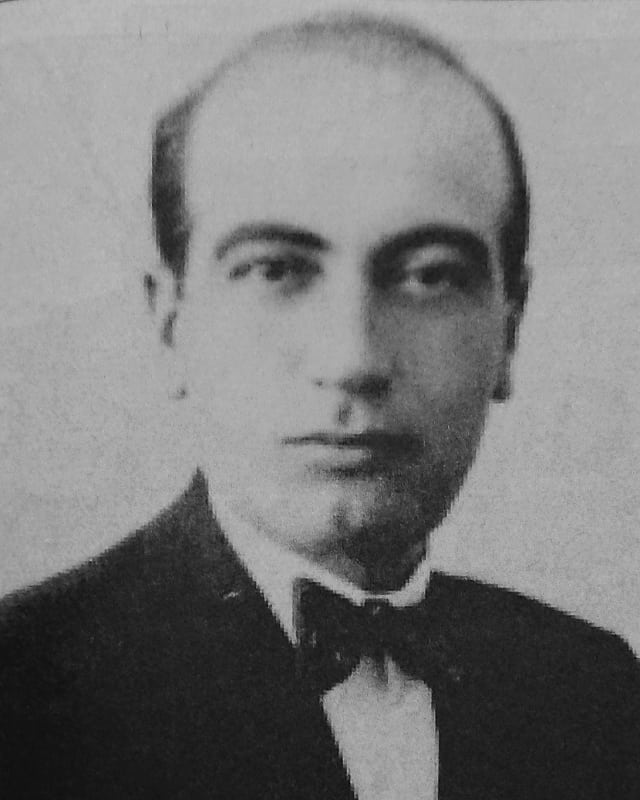
ابوالحسن صبا در جوانی

با ترک رشت و نقل مکان به تهران، صبا به‌ناچار از مدیریت مدرسهٔ صنایع ظریفه انصراف داد. او در تهران مجدداً بر فعالیت‌های هنری خود به‌ویژه آموزش موسیقی متمرکز شد. در سال ۱۳۱۰ در منزل خود واقع در خیابان ظهیرالاسلام تهران، کلاس‌های موسیقی دایر کرد و به آموزش ویلن، سنتور، سه‌تار و آواز مشغول شد. وی در آن زمان، به‌تدریج ردیف‌های خود را نیز به هنرجویان آموزش می‌داد. او در هر جلسه چند خط از ردیف‌هایش را برای شاگردان می‌نوشت و آن‌ها رونویسی می‌کردند. این موضوع تا سال‌ها بعد که ردیف‌های صبا به چاپ رسید در کلاس‌هایش ادامه داشت.
صبا در خرداد و تیر ۱۳۱۲ همراه با موسی معروفی، رضاقلی‌میرزا ظلی، ضیاء مختاری و مشیرهمایون شهردار، قطعاتی از آثار آهنگسازی خود را در کمپانی کلمبیا، به روی چند صفحهٔ گرامافون ضبط کرد. تا پیش از این، شاگردان و اعضای ارکستر مدرسهٔ عالی موسیقی با وفاداری به تفکرات علینقی وزیری، آثار او را اجرا و ضبط می‌کردند. در این سال ۳ نفر از شاگردان وزیری یعنی پرویز ایران‌پور، موسی معروفی و ابوالحسن صبا، تلاش کردند تا با گروه‌های کوچکشان بیانِ موسیقایی شخصی خودشان را ضبط و ثبت کنند.
نخستین آثار موسیقی مردم‌پسند ایرانی (پاپ) در آن روزها را می‌توان در ساخته‌های صبا در این دوره جستجو کرد. یکی از آثار مشهور در این زمینه، ترانهٔ کُمیک «گلبندک» است که صبا بر اساس ملودی رنگ افشاری ساختهٔ وزیری اجرا کرده است. شعر این ترانه که با مصرع «می‌گذشتم شبی زیر بازارچهٔ گلبندک» آغاز می‌شود را خود صبا سروده و با ویلن اجرا کرده است. «سالَک» نام ترانهٔ فکاهی دیگری است بر اساس رنگ اصفهان اثر رکن‌الدین مختاری ساخته شده است. شعر این اثر با مطلع «همه چیزش خوبه این نگار من، حیف که سالک داره» را نیز صبا نوشته است. ترانهٔ فکاهی دیگر «فاکستروت آش رشته» نام دارد که از ساخته‌های خود صبا است که با این مصرع آغاز می‌شود: «مادرم از برای من کرده انتخاب، یک زن خوشگل ولیکن با زور سُرخاب». هر سه اثر را صبا با ویلن و آواز خود به همراه پیانو با نوازندگی ضیاء مختاری اجرا کرده است. صفحه‌های «سه‌گاه با آواز ظلی»، تکنوازی «ابوعطا، حجاز» و «بیات ترک» از جمله آثار ضبط شدهٔ صبا تا سال ۱۳۱۴ بود.

##### سفر به سوریه و لبنان
صبا در زمستان سال ۱۳۱۴ با دعوت «م. ارسطوزاده» (موسی ارسطوزاده) که نمایندهٔ شرکت «کلمبیا» در ایران بود، به‌منظور ضبط موسیقی، همراه با هنرمندانی همچون مرتضی محجوبی، ملوک ضرابی، جواد بدیع‌زاده و حسین‌قلی طاطایی، راهیِ سوریه و لبنان شد. در این سفر صفحه‌های برخی دیگر از آثار صبا، همچون «زنگ شتر»، «همایون» و «چکاوک» (تکنوازی‌های ویلن) و «بیات اصفهان» در «کمپانی سودوا»∗ واقع در سوریه، ضبط شد. صبا همچنین قطعاتی را همراه با پیانونوازیِ فرهاد معتمد (شاهزاده فرهاد) به ضبط رساند.
جواد بدیع‌زاده در بخشی از خاطره‌اش از این سفر گفته است که پس از اقامتی کوتاه در بغداد با یک خودرو به طرف شام حرکت کردند. رانندهٔ عرب‌زبان در حدود دوازده ساعت در صحرای شام و جایی که هیچ شهر و آبادی نبوده پیش می‌رود اما مسیر را نمی‌یابد. آن‌ها نزدیک به چهار شبانه‌روز در صحرا سرگردان و نااُمید در انتظار مرگ به‌سر می‌بردند تا این‌که در نیمهٔ شب چهارم صبا صدای حرکت خودرویی را احساس می‌کند. پس از آن، یک اتوبوس نزدیک می‌شود و مسافرانِ سرگردان، خود را به آن می‌رسانند. ابتدا راننده و سپس مسافران از اتوبوس پیاده می‌شوند تا هویت صبا و دوستانش را دریابند. بدیع‌زاده نوشته است:
... صبای مرگ به چشم دیده و به‌جان‌آمده، وسط صحرای شام، ویلن را برداشت و در مایهٔ «سه‌گاه» درآمدی کرد و من نیز حال گمشدهٔ خود را بازیافتم و در همان مایه و در همان حال زدم زیر آواز و خواندن این غزل که:

| باز آی ساقیا که هواخواه خدمتم    |  | مشتاق بندگی و دعاگوی دولتم   |
| من کز وطن سفر نگزیدم به عمر خویش |  | در عشق دیدن تو هواخواه غربتم‌ |
بدیع‌زاده ادامهٔ ماجرا را این‌گونه روایت کرده که پس از اجرای ساز و آواز همگی سوار اتوبوس می‌شوند. او در کنار صبا می‌نشیند و در مورد چهارمضرابی که صبا در صحرا اجرا کرده می‌پرسد که آن قطعه را به صورت بداهه نواخته یا پیش از آن ساخته بوده است؟ صبا پاسخ می‌دهد که مقداری از ملودی را در ذهن داشته و چندان بداهه نبوده و نام آن اثر را «زنگ شتر» گذاشته است. به توصیهٔ بدیع‌زاده برای فراموش نشدن آن ملودی، صبا نُت آن را روی جعبهٔ سیگار خود می‌نویسد و در همین سفر «زنگ شتر» را ضبط می‌کند و روی صفحهٔ آن می‌نویسد: «به یاد غزاله» (غزاله نام نخستین فرزند صبا است).
صبا پس از بازگشت به تهران، در ۱۳ شهریور سال ۱۳۱۵ کنسرتی را در سالن سینما تهران به خوانندگی قمرالملوک وزیری و همراهی یوسف کاموسی (نوازهٔ تار و عود) به روی صحنه برد.

#### سال‌های میانی (۱۳۲۶–۱۳۱۶)

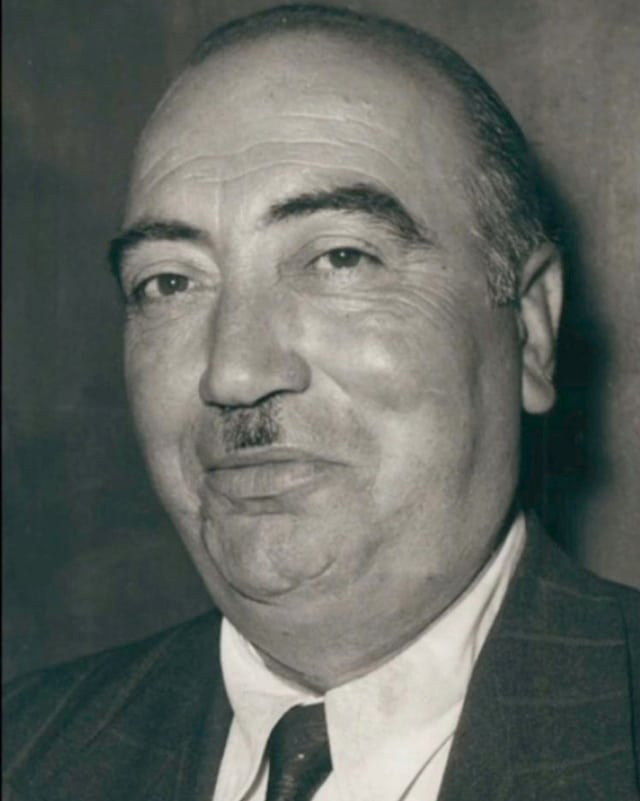
ابوالحسن صبا در میان‌سالی

در سال ۱۳۱۶ سنتورنوازِ سرشناس، حبیب سماعی از مأموریت مشهد به تهران بازگشت. در این هنگام دوستیِ عمیقی بین او و صبا ایجاد شد و کلاس‌های آموزش سنتور خود را با پیشنهاد ابوالحسن صبا دایر کرد. خودِ صبا نیز به‌عنوان شاگرد در کلاس‌های حبیب سماعی حاضر شد و در طول هشت سال شاگردی، دوستی و معاشرت با حبیب سماعی، مطالب بسیاری از وی آموخت.
در سال ۱۳۱۷، صبا سفرِ دوم خود را به دمشق و بیروت انجام داد. در این سفر که چهار ماه به‌طول انجامید هنرمندانی نظیر مرتضی محجوبی، جواد بدیع‌زاده، جلال‌الدین تاج اصفهانی، حسین‌قلی طاطایی، ملوک ضرابی و ملکه برومند، آثاری از صبا، مهرتاش و حسین یاحقی را با صدای تاج اصفهانی و ملکه برومند (با نام مستعار «م. ب») ضبط کردند. نخستین اجرای ضبط شده از آواز بیات تهران با صدای بدیع‌زاده به همراه ویلن‌نوازی صبا و نوازندگی پیانوی محجوبی، از جمله آثار ضبط شده در این سفر بوده است. یک سال بعد، در ۴ اردیبهشت سال ۱۳۱۸، نخستین ایستگاه رادیو تهران افتتاح شد و صبا از نخستین هنرمندانی بود که همکاری خود را با رادیو آغاز کرد.
در شهریور سال ۱۳۲۰، محمدعلی فروغی نخست‌وزیر شد و عیسی صدیق به وزارت فرهنگ رسید. این دو نفر که با خدمات هنری علینقی وزیری آشنا بودند، وی را برای ریاست ادارهٔ موسیقی کشور، هنرستان عالی موسیقی و بخش موسیقی رادیو برگزیدند. وزیری نیز روح‌الله خالقی را به‌عنوان معاونِ خود انتخاب کرد. در آذر همین سال، علینقی وزیری «ارکستر نوین» را با هدف اجرای قطعات موسیقی ایرانی، در رادیو تشکیل داد و صبا به‌عنوان تکنواز همکاری خود را با این ارکستر آغاز کرد. او در همین زمان با سِمَتِ هنرآموز کلاس هنرستان عالی موسیقی، به استخدام وزارت فرهنگ و هنر درآمد.

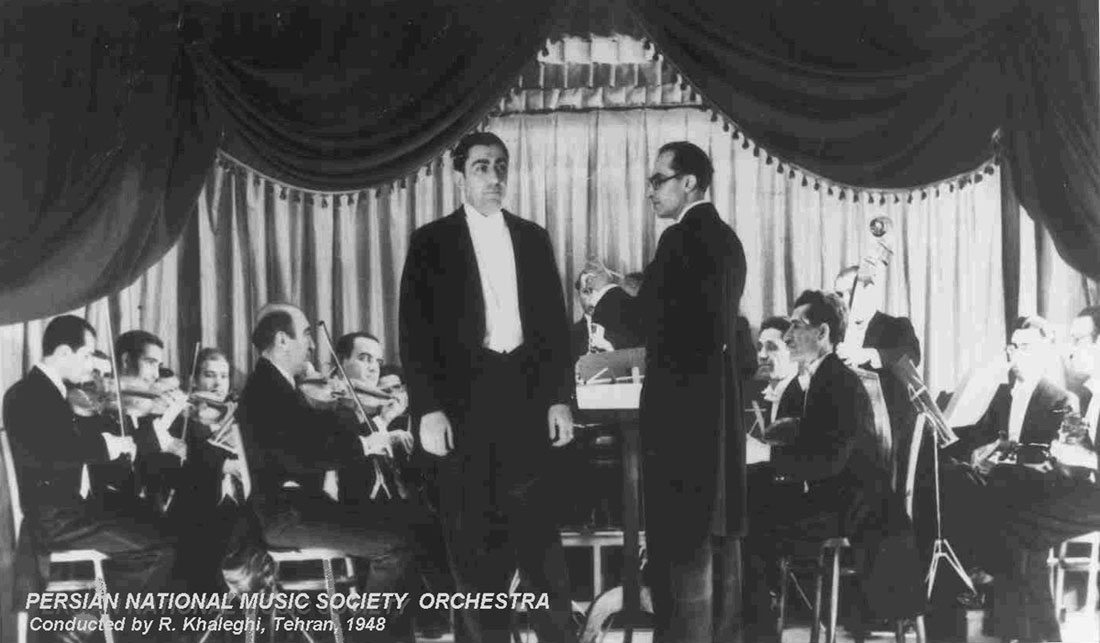
روح‌الله خالقی در حال رهبری ارکستر، خواننده: غلامحسین بنان، مایستر: ابوالحسن صبا، ۱۳۲۵

صبا همزمان با مجلهٔ موسیقی به سردبیری محمد محیط طباطبایی نیز به همکاری پرداخت و نت قطعهٔ محلی «شرفشاهی» را برای مقاله‌ای از محیط طباطبایی نوشت. صبا در همین ایام، سه برنامهٔ تکنوازی ویلن را به افتخار حضور هنرمندان تاجیک در ایران، در کنسرت هنرستان عالی موسیقی به اجرا درآورد. در سال ۱۳۲۲، او نگارشِ نخستین دورهٔ آموزش ردیف خود برای سنتور و ویلن را آغاز کرد. پس از مدتی در سال ۱۳۲۳، جلد اول کتاب ردیف صبا برای ویلن آماده شد و با تلاش لطف‌الله مفخم‌پایان به انتشار رسید. از سوی دیگر، در اسفند سال ۱۳۲۲ روح‌الله خالقی با دعوت از چند موسیقی‌دان ایرانی، انجمن موسیقی ملی و ارکستر ملی را تشکیل داد. از جمله نوازندگان این ارکستر می‌توان به ابوالحسن صبا، حبیب سماعی، موسی معروفی، علی‌محمد خادم میثاق، عبدالعلی وزیری، جواد بدیع‌زاده، احمد فروتن راد، مهدی برکشلی و مهدی خالدی اشاره کرد. نخستین اجرای ارکستر ملی، ۲۴ اردیبهشت ۱۳۲۳ در سالن دبستان نظامی، در خیابان سپه تهران، با حضور صبا و رهبری خالقی برگزار شد.
صبا در سال ۱۳۲۴، دورهٔ دوم ردیف ویلن خود را به کوشش لطف‌الله مفخم‌پایان و با خوشنویسی ابراهیم بوذری منتشر کرد. او همزمان به نت‌نویسی قطعهٔ «دیلمان» پرداخت که پس از مدتی با تلاش جواد معروفی تنظیم و توسط ارکستر ملی (انجمن موسیقی ملی) اجرا شد. صبا، مبانی اولیهٔ نت‌نویسی برای ساز سنتور را در سال ۱۳۲۵ طراحی و آغاز کرد. روح‌الله خالقی در همین سال، نخستین نشریهٔ مستقل موسیقی ایران را با نام مجلهٔ چنگ تأسیس کرد و سردبیری آن را به لطف‌الله مفخم‌پایان که از شاگردانش بود، سپرد. مجلهٔ چنگ به مدت یک سال فعالیت خود را ادامه داد و هر سه ماه، یک شماره و در مجموع چهار شماره به انتشار رساند. در این نشریه مقاله‌های اگر گِردِ نقطه‌دار مأخذ واحد کشش می‌بود و تفحص در اطراف و پیرامون پنج‌ضربی و هفت‌ضربی به قلمِ صبا منتشر شد.

#### سال‌های پایانی (۱۳۳۶–۱۳۲۷)

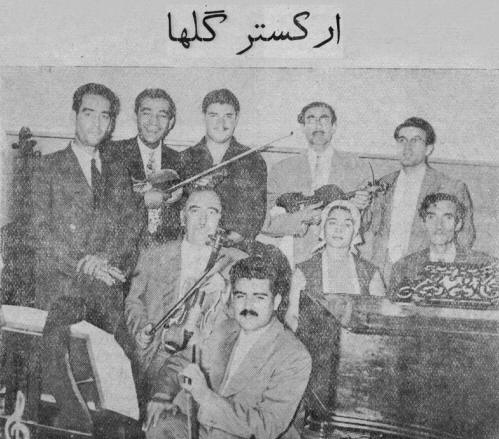
اعضای ارکستر گل‌ها: مرتضی محجوبی (نفر اول سمت راست، نشسته پشتِ پیانو)، مرضیه (نفر دوم، نشسته در کنار محجوبی)، ابوالحسن صبا (نفر سوم، نشسته با ویلن)، علی تجویدی (نفر دوم از راست، ایستاده با ویلن)، عبدالله جهان‌پناه (نفر چهارم از راست، استاده با ویلن) و… در استودیو گل‌ها، سال ۱۳۳۶

در سال ۱۳۲۸، نخستین جلد کتاب ردیف سنتور ابوالحسن صبا به کوشش هوشنگ امیری به چاپ رسید. در ماهِ مهر همین سال، هنرستان موسیقی ملی توسط روح‌الله خالقی افتتاح شد و ابوالحسن صبا تدریسِ ویلن و سه‌تار را در این هنرستان آغاز کرد. در سال ۱۳۲۹، «نشان درجه اول هنر» از سوی وزارت فرهنگ و هنر به صبا اهدا شد. او در سال ۱۳۳۰ مدتی در رادیو سه‌تار می‌نواخت، اما از آنجا که با اقدامات مدیران موسیقی رادیو مخالفت داشت، پس از مدتی با نظر احمد عبادی از این‌کار انصراف داد. در سال ۱۳۳۲، حسین ملک که از شاگردان ابوالحسن صبا بود سرود «سی‌ام تیر» را در مورد قیام ۳۰ تیر ساخت و صبا کلامِ آن را سرود. این اتفاق باعث شد که ملک و صبا مدتی توسط نیروهای حکومتی بازداشت شوند. صبا در همین سال مقالهٔ حلزون: ساز جدید و سلسه مقاله‌های سنتور را در مجلهٔ موزیک منتشر کرد.
سوم اسفند سال ۱۳۳۲، آمنه رئیس، مادر ابوالحسن صبا درگذشت و صبا از نظر روحی و جسمی دچار رنج فراوان شد. در سال ۱۳۳۳، سرپرستی ارکستر شمارهٔ یک ادارهٔ هنرهای زیبا از سوی وزیر فرهنگ و هنر به او سپرده شد. صبا با درج آگهی در روزنامه، تعدادی از نوازندگان باسابقه را به همراه چند نوازندهٔ جدید در این ارکستر به‌کار گرفت. او همزمان نت‌نویسی تصنیف‌های دیوان محمدعلی امیرجاهد را به همراه تجزیه و تحلیل تصنیف «جان من» در دستگاه شور، برای درج در کتاب امیرجاهد نوشت.

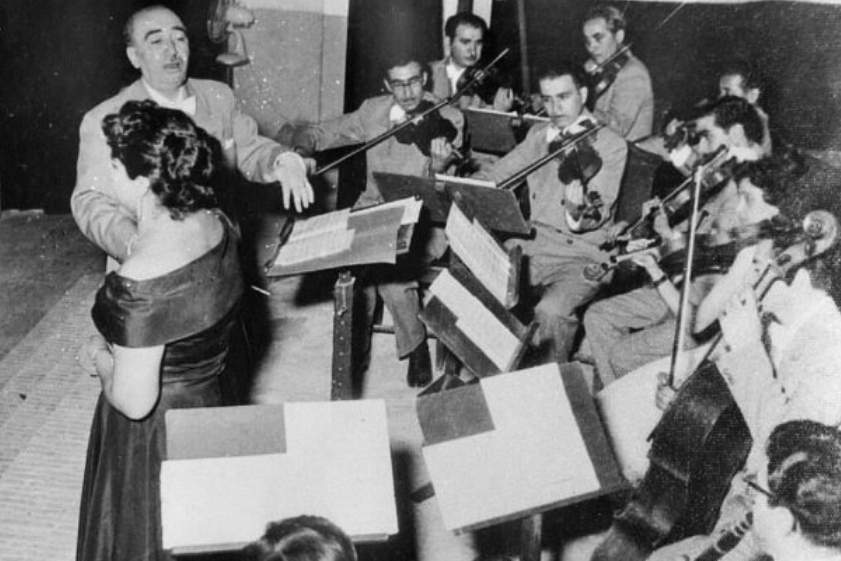
ابوالحسن صبا (اواخر عمر) در حال رهبری ارکستر، خواننده: خاطره پروانه

با آن‌که صبا از اقدامات مسئولان موسیقی رادیو ناراضی بود اما در تیر ۱۳۳۳، آواز قمرالملوک وزیری را که به تازگی سکته‌ای را پشت سر گذاشته و بهبود یافته بود، در یک برنامهٔ رادیویی، با ویلن در آواز ابوعطا همراهی کرد. ۲۷ آبان همین سال، «مدال طلای نیمرخ شوپن» از سوی کاردار لهستان در ایران به صبا اهدا شد. در ۲۹ بهمن ۱۳۳۳، ماسک چهرهٔ او به کوشش بهمن هیربد، توسط جمشید و پرویز تناولی ساخته شد. صبا در این روز به مدت دو ساعت بدون هیچ واکنشی، لوله‌هایی را که در بینی‌اش گذاشته بودند تحمل کرد و پس از ساخته شدن ماسک گفت: «دوستان بنشینید، من که نمی‌توانم پاسخ‌گوی محبت‌های شما باشم و پاداشی تقدیم کنم؛ برای همین پاداش شما را با نواختن چند قطعه با سه‌تار می‌دهم.» سپس سازش را برداشت و برای پرویز و جمشید تناولی به مدت ۱۰ دقیقه سه‌تار نواخت. مدتی بعد، محمدقلی سیار دو فیلم کوتاه از تدریس ابوالحسن صبا در هنرستان موسیقی تهیه کرد. در سال ۱۳۳۴، نخستین برنامه‌های گل‌های جاویدان نیز با اجرای ویلن صبا ضبط شد. اولین کارگاه رسمی سازسازی وابسته به دولت در ایران نیز در همین زمان، به پیشنهاد و کوشش ابوالحسن صبا و با سرپرستی ابراهیم قنبری‌مهر در وزارت فرهنگ و هنر تأسیس شد. ابوالحسن صبا در سال ۱۳۳۵ به همراه احمد عبادی، علی‌اصغر بهاری، حسین تهرانی و فرامرز پایور در انجمن روابط فرهنگی ایران و آمریکا به اجرای برنامه پرداخت و لوح و جام افتخار به او اهدا شد. پس از آن به همراه حسین تهرانی و فرامرز پایور برای اجرای موسیقی ایرانی، به کشور آلمان سفر کرد. بعد از بازگشت به تهران تقی روحانی گفتگویی با او انجام داد که از رادیو تهران پخش شد. در این هنگام همچنین اجراهای خصوصی متعددی از ویلن و سه‌تارنوازی صبا همراه با تمبک حسین تهرانی، توسط دوستانش ضبط شد. صبا در این زمان چند روزی را به همراه سید موسی صدر در یکی از باغ‌های اطراف زاینده‌رود اصفهان سپری کرد و با او در مورد مباحثی مانند موسیقی، عشق و عرفان به تبادل‌نظر پرداخت.
صبا در سال‌های پایانی زندگی از بیماری قلبی رنج می‌برد و با آنکه زودرنج شده بود، اما همچنان به فعالیت‌های هنری و تدریس به شاگردانش ادامه داد. او معتقد بود «اگر سه سال دیگر زنده بماند خواهد توانست موسیقی ایرانی را به جایی برساند که دیگر نگران نمیرد». در ۲۲ آذر سال ۱۳۳۶، آخرین یادداشت صبا با عنوان هنر یا زندگی؟ در مجلهٔ اطلاعات هفتگی چاپ شد. او این یادداشت را به درخواست سردبیر آن مجله نوشته بود. آخرین حضور صبا در تمرینِ ارکستر شمارهٔ یک ادارهٔ هنرهای زیبا که خود رهبری آن را بر عهده داشت، روز ۲۵ آذر ۱۳۳۶، چهار روز پیش از درگذشتش بود.

### درگذشت
ای صبا با تو چه گفتند که خاموش شدی؟
چه شرابی به تو دادند که مدهوش شدی؟

شهریار در سوگ ابوالحسن صبا
صبا در سال‌های پایانی عمرش از بیماری قلبی رنج می‌برد. او از روز دوشنبه ۲۵ آذر ۱۳۳۶، احساس سرماخوردگی داشت. در روزهای سه‌شنبه و چهارشنبه، حال صبا بدتر شد چنان‌که درد شدید سینه داشت و مجبور شد برخی از برنامه‌های کاری‌اش را لغو یا زودتر از موعد تمام کند. با این حال، در این مدت فقط از دم‌نوش و غذاهای خانگی استفاده و استراحت کرد، و راضی نشد به پزشک مراجعه کند. بالاخره در روز پنجشنبه صبا به همراه دخترش غزاله به پزشک مراجعه کرد. پزشک «فرین» پس از معاینه از عدم توجه و پیگیری معالجه توسط صبا اظهار نارضایتی کرد و گفت که یکی از رگ‌های قلب کار نمی‌کند و خون به قلب نمی‌رسد. پس از اقدامات اولیه و بهبودیِ نسبی، صبا به خانه بازگشت اما بعد از ظهر آن روز دچار تشنج و تنگی نفس شد. «پزشکان» که دوست و پزشکِ صبا بود به خانهٔ صبا آمد و پس از معاینه به او یک آمپول تزریق کرد که پس از آن کمی بهتر شد. به همسرش می‌گفت «بیا پیش من بنشین» و تلاش می‌کرد تا او را از نگرانی درآورد. به دخترش ژاله گفت: «بیا مرا ببوس پدرت دارد می‌میرد.» محمدحسین شهریار و محمدعلی امیرجاهد نیز حاضر شدند. آن شب حال صبا وخیم‌تر شد و به حالت اغما رفت. حدود ساعت ۱ بعد از نیمه‌شب گفت: «تشنه‌ام، لبم خشک شده، چیزی بدهید بخورم.» حسین تهرانی شاگرد و دوست صمیمی صبا نیز بر بالینش حاضر شد، دستش را گرفت و صبا را صدا زد. او چشمانش را باز کرد و گفت: «حسین جان آمدی؟ دارم می‌میرم.» دست همسرش را گرفت، دخترانش را بوسید، از رکسانا خواست تا پیانو بنوازد و زیر لب این شعر نیما را زمزمه کرد: «به کجای این شب تیره بیاویزم قبای ژندهٔ خود را». آخرین جمله‌های صبا خطاب به افراد حاضر بر بالینش بود که گفت: «ناراحتم کارم نداشته باشید.» و به خواهرش نگاه کرد و گفت: «دارم می‌میرم.» پس از آن، فاصلهٔ نفس‌هایش زیاد شد. سرانجام ابوالحسن صبا، حوالی ساعت ۴ صبح روز ۲۹ آذر سال ۱۳۳۶ در خانهٔ پدری‌اش واقع در خیابان ظهیرالاسلام، در سن ۵۵ سالگی و در اثر سکتهٔ قلبی درگذشت. روزنامهٔ اطلاعات روز شنبه ۳۰ آذر ۱۳۳۶ در تیتر خود با عنوان «گل‌ها پژمرد» نوشت: «ابوالحسن صبا دیشب پس از یک بیماری کوتاه به رحمت ایزدی پیوست و خبر فوت او عموم ایرانیان را متأسف و متأثر ساخت.»
مراسم تشییع پیکر ابوالحسن صبا، ۳۰ آذر ۱۳۳۶، از مسجد قائم خیابان سعدی شمالی (چهارراه سیدعلی) برگزار شد. پس از آن، پیکر صبا به آرامستان ظهیرالدوله منتقل و با حضور پُرشمار هنرمندان و هنردوستان به خاک سپرده شد.

#### واکنش‌ها
| عمر دنیا به سر آمد که صبا می‌میرد   |  | ورنه آتشکدهٔ عشق کجا می‌میرد        |
| صبر کردم به همه داغ عزیزان یا رب   |  | این صبوری نتوانم که صبا می‌میرد    |
| غسل‌اش از اشک دهید و کفن از آه کنید |  | این عزیزی‌ست که با وی دل ما می‌میرد |
| به غم‌انگیزترین نوحه بنالی ای دل    |  | که دل‌انگیزترین نغمه‌سرا می‌میرد     |

بخشی از سرودهٔ شهریار برای درگذشت صبا
مهدی خالدی و اسماعیل نواب صفا، یک قطعه موسیقی مشترک به یاد ابوالحسن صبا با عنوان «کجا رفت؟» در دستگاه سه‌گاه ساختند که با صدای غلامحسین بنان ضبط و از رادیو پخش شد. علی تجویدی و رحیم معینی کرمانشانی نیز اثر دیگری به یاد صبا آهنگسازی، تولید و منتشر کردند. در همین زمان، مراسم یادبود ابوالحسن صبا در سالن تئاتر دهقان، واقع در خیابان لاله‌زار تهران برگزار شد. ۷ دی ۱۳۳۶ مراسم بزرگداشت صبا از سوی ادارهٔ هنرهای زیبای کشور در تالار فرهنگ برپا شد. همچنین در ماهِ دی سال ۱۳۳۶، رهبری ارکستر شمارهٔ یک هنرهای زیبا به حسین دهلوی سپرده شد و از آن پس، به یاد صبا، نام این ارکستر به «ارکستر صبا» تغیر پیدا کرد. این ارکستر تا سال ۱۳۴۷ به فعالیت و کنسرت‌های خود به رهبری حسین دهلوی ادامه داد. در بهمنِ ۱۳۳۶، از سوی مسئولان فرهنگی، دستور حفظ و نگهداری آثار و اشیاء متعلق به صبا و طرح تأسیس موزه‌ای به نام او صادر شد. پس از آن، سازها، اشیاء و آثار ابوالحسن صبا به مدت یک هفته به نمایش عمومی گذاشته شد. در ۷ بهمن سال ۱۳۳۶ مراسم چهلمین روز درگذشت صبا، با سخنرانی محمود مهران (وزیر فرهنگ)، موسی عمید، مهدی برکشلی و روح‌الله خالقی در تالار فرهنگ تهران برگزار شد. در این مراسم یکی از آثار صبا، توسط ارکستر صبا (ارکستر شماره یک هنرهای زیبا) به اجرا درآمد.

### زندگی خصوصی

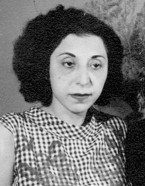
منتخب اسفندیاری، همسر صبا

#### ازدواج
صبا، در سال ۱۳۱۱ با منتخب اسفندیاری کوه‌نور (زادهٔ ۱۲۹۶ در یوش – درگذشتهٔ ۱۳۸۰) که دختر عموی نیما یوشیج بود ازدواج کرد. منتخب از شاگردان صبا بود. پدرِ منتخب، احمد اسفندیاری ملقب به «امیر منتخب»، رئیس ایل اسفندیاری و حاکم و رئیس دارایی در مازندران بود. او با نواختنِ اُرگ آشنا بود و صدای خوبی داشت. مادرش نیز تار می‌نواخت و خیاطی می‌کرد. به همین سبب منتخب از کودکی به موسیقی علاقه‌مند شد و به کلاس تار علی‌اکبر شهنازی راه یافت. او به مدت پنج سال نزد شهنازی نواختن ساز تار را فرا گرفت؛ با این حال، صدای سازش دلنشین نبود. پس از درگذشت احمد، مادر منتخب با نصرالله خواجه‌نوری ازدواج کرد.
روزی ابوالحسن صبا به واسطهٔ دوستی با نصرالله خواجه‌نوری که از هم‌کلاسی‌هایش در زمان تحصیل در مدرسهٔ آمریکایی تهران بود، به خانهٔ آن‌ها رفت. در آن‌جا از صبا خواسته شد تا نوازندگی منتخب را ببیند و ایراداتش را بگوید. پس از اجرای یک چهارمضراب توسط منتخب، صبا از نوازندگی او تعریف کرد و ایراد را از عدم درک ضرب دانست، و به او پیشنهاد داد تا برای تدریس به منتخب، هفته‌ای دو یا سه‌بار به منزلشان برود. بدین ترتیب صبا گاهی هرشب به منزل منتخب می‌رفت و به او آموزش می‌داد. پس از مدتی صبا به منتخب علاقه‌مند شد. او با وجود مخالفت مادرش، که اصرار داشت وی با دخترعمهٔ خود ازدواج کند، مادر و خواهرانش را به خانهٔ منتخب فرستاد و از او خواستگاری کرد، اما مادر منتخب برای صبا پیغام فرستاد که دیگر به خانه‌شان نرود. صبا که سخت عاشق بود، به پیشنهاد دوست شاعرش محمدحسین شهریار، نامه‌ای به جهت خواستگاری مجدد، در چهار صفحه برای خواجه‌نوری (پدرخواندهٔ منتخب) نوشت که جای قطره‌های اشکش روی آن مانده بود. همین نامه سبب شد تا مادر و پدرخواندهٔ منتخب به ازدواج فرزندشان با ابوالحسن صبا رضایت بدهند. حاصل این ازدواج،

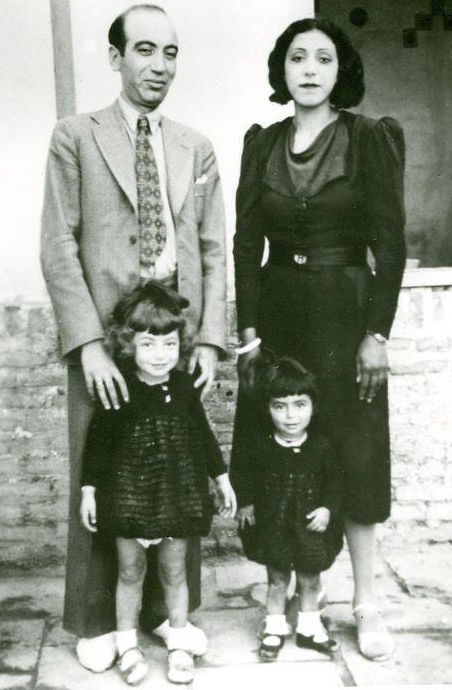
ابوالحسن صبا به همراه همسر و دخترانش غزاله و ژاله

سه دختر به نام‌های غزاله، ژاله و رکسانا بودند. غزالهٔ صبا در سال ۱۳۱۳، ژالهٔ صبا در سال ۱۳۱۴ و رکسانا صبا در سال ۱۳۲۱ متولد شدند.
منتخب اسفندیاری در سال ۱۳۸۰ در یک سانحهٔ رانندگی درگذشت. فرزند اول صبا، غزاله صبا به نقاشی و طراحی مد و لباس مشغول بود. او اردیبهشت ۱۳۹۹ در پاریس درگذشت. از خانوادهٔ صبا تنها کسی که به‌طور حرفه‌ای به موسیقی پرداخت، نوه‌اش سید ابوالحسن میرولی، فرزند غزالهٔ صبا بود که در دانشگاه‌های برکلی و سوربن به تحصیل نوازندگی گیتار و موسیقی جَز و فیوژن پرداخته است.

#### علایق
صبا به ندرت برای دیدن فیلم به سینما می‌رفت، با این‌حال یکی از فیلم‌هایی که بیشتر مورد توجه او قرار گرفته بود دزد دوچرخه بود. او از میان آهنگسازان غربی بیشتر از همه به بتهوون علاقه داشت و مجسمهٔ او را در اتاقش نگهداری می‌کرد. غیر از بتهوون، بلا بارتوک، زلتان کدای و سرگئی پروکوفیف نیز از آهنگسازان مورد علاقهٔ صبا بودند. بارتوک را به دلیل این‌که آهنگ‌های محلی کشورش مجارستان را که به برخی نغمه‌های موسیقی ایرانی شباهت دارد، مورد استفاده قرار داده بود، تحسین می‌کرد. صبا در ساختنِ سازهایی همچون ویلن، تار، سه‌تار، نی و سنتور مهارت داشت و به زبان انگلیسی، فرانسوی، ترکی و عربی آشنایی کامل داشت. وی همچنین در سال‌های پایانی زندگی به آموختن زبان روسی پرداخت.
صبا به جانوران و پرورش گل و گیاه بسیار علاقه داشت. از میان نویسندگان ایرانی، صبا بیش از همه به صادق هدایت علاقه‌مند بود. صبا خود گاهی شعر می‌سرود و شعرهای نوِ شهریار را دوست داشت و این مصرع از نیما یوشیج را بسیار می‌خواند: «به کجای این شب تیره بیاویزم قبای ژندهٔ خود را». وی با این‌که نقاشی را در مدرسهٔ کمال‌الملک با شیوه‌های کلاسیک آموخته بود، به آثار پیکاسو علاقه داشت و از میان نقاشان کلاسیک هم، رامبرانت را دوست داشت. از وی چند تابلو نقاشی با تکنیک رنگ روغن با تصویرهایی از پرنده، حیوانات، گل و منظره به یادگار مانده است. این آثار به وضوح نشان می‌دهند که صبا استعداد و توانایی تبدیل شدن به یک نقاش حرفه‌ای را داشته است. صبا همچنین نقاشی با ناخن را از نیما یوشیج آموخته بود، در خوشنویسی نیز از خط شکسته‌نستعلیق استفاده می‌کرد و در گل‌دوزی هم مهارت داشت. وی به ادبیات فارسی اهمیت می‌داد و آوانویسیِ نت‌هایش را به خط فارسی می‌نوشت. او مدتی دربارهٔ ستاره‌شناسی مطالعه کرد و به اکتشافات و اختراعات توجه داشت. صبا به بازی شطرنج نیز علاقه داشت و برخی اوقات با یکی از دوستانش که خارج از ایران زندگی می‌کرد از راه نامه‌نگاری، شطرنج بازی می‌کرد. او همچنین به تردستی علاقه داشت و گاهی با وسایل شعبده‌بازی که در خانه داشت به این کار می‌پرداخت. صبا در زمان‌های بیکاری به دکان کفاشی که در نزدیک خانه‌اش بود می‌رفت و مردِ کفاش و همکاران او را در کفش‌دوزی راهنمایی می‌کرد که چگونه کفش‌های بهتری ارائه دهند. صبا جواهرسازی و زرگری را نیز تجربه کرده و این فن را نزد شخصی به نام عباس زرگر آموخته بود. حالت‌ها و رفتارِ صبا از منظر عرفان نیز مورد تحسین موسیقی‌شناسان بوده است.
ایرج میرزا در سرودهٔ خود خطاب به صبا نوشته است:
| در شعر نه کَس توراست هم‌دوش |  | در خط نه کَسی توراست همسنگ |
| برچنگ چو پنجه برگشایی     |  | از پنجهٔ باربَد فُتد چنگ     |
| ساز تو عجیب‌تر ز درویش     |  | نقشِ تو غریب‌تر ز ارژنگ     |
| تازی تو به علم همچو خرگوش |  | دیگر متعلّمین چو خرچنگ     |

## موسیقی
«می‌گویند موسیقی ایرانی مغموم است و باید موسیقی نشاط‌انگیز جای آن گذاشت. اگر موسیقی نشاط‌انگیز تهیه شود که ریشه و مبنای آن از موسیقی ایرانی آب نخورد دیگر آن را نمی‌توان موسیقی ایرانی نام نهاد، و اگر مبنای موسیقی مغموم باشد، چطور می‌توان از آن موسیقی بشاش و خندان به‌وجود آورد. روحیهٔ ایرانی مغموم بوده و هنوز مغموم است، این مغمومیت در کلیهٔ شئون و تمام اشعار و موسیقی ما موجود و نهفته است. به عبارت دیگر تراوشات درونی و قلبی ما است که خواه ناخواه ابراز می‌داریم. پس اگر بخواهیم موسیقی نشاط‌آور داشته باشیم اول باید در درون و قلب خود ایجاد بشاشیت و نشاط نماییم. ساختگی خیر، طبعاً موسیقی ما هم که تراوشات روحی ما است نشاط آور خواهد شد.»

ابوالحسن صبا

### سبک
ابوالحسن صبا چهل سال از زندگی خود را به صورت حرفه‌ای، به فعالیت‌های هنری پرداخت. او در تمام جریان‌های موسیقی آن زمان ایران تأثیری مستقیم داشت. وی در تمام رشته‌های موسیقی ایران و حتی برخی هنرهای دیگر مهارت داشت. مکتب نوین موسیقی ایرانی که از درویش‌خان آغاز شده بود با صبا به اوج رسید و شاگردان صبا نیز پیرو راه او شدند. هرمز فرهت معتقد است که تقریباً هیچ نوازندهٔ سرشناس ایرانی در ساز ویلن نبوده که با دورهٔ فعالیت‌های آموزشی صبا معاصر باشد و نزد وی آموزش ندیده باشد.
صبا موارد استفادهٔ موسیقی را به چهار بخش دسته‌بندی کرده بود: مجالس خصوصی، مجالس عروسی، مجالس عزا و مجالس نظام. از ابوالحسن صبا به دلیل نوآوری‌ها و تحولاتی که در موسیقی ایران پدید آورد، با عنوان «نیمای موسیقی ایرانی» یاد می‌شود و عصر او را «دوران طلایی موسیقی» می‌خوانند.

#### ردیف
ابوالحسن صبا ردیف موسیقی ایران را ابتدا نزد میرزاعبدالله و پس از آن نزد درویش‌خان فرا گرفت. او را می‌توان یکی از برجسته‌ترین ردیف‌دانان موسیقی ایران دانست. با این‌حال وی موسیقی ردیف را تنها مدرک مستند موسیقی ایرانی نمی‌دانست و معتقد بود که می‌بایست از منابع شنیداری نیز بهره برد. او به‌طور ویژه بر دو منبع تأکید بیشتری داشت: یکی مجالس روضه‌خوانی و تعزیه و دیگری نغمه‌هایی که در میان مردمان نواحی مختلف ایران رواج دارد و به صورت سینه به سینه حفظ و به زمان ما رسیده است.
صبا معتقد بود که «تعزیه بوده است که موسیقی ما را حفظ کرده»، به همین سبب از روضه‌خوانی‌ها و مرثیه‌سرایی‌ها به راحتی نمی‌گذشت و برای ثبت گوشه‌ها به نقاط مختلف سفر می‌کرد. برای نمونه می‌توان به سفرِ صبا به اصفهان اشاره کرد. رضا کسایی (آوازخوان و برادر بزرگتر حسن کسائی) در این رابطه گفته است: «صبا برای ثبت گوشه‌ها تنها به شهر اصفهان قناعت نمی‌کرد… در خارج از شهر هم آرام و قرار نمی‌گرفتند. سراغ مداحان اهل بیت، تعزیه‌خوانان، نی‌زن‌ها، چوپان‌ها، ساززن‌ها و منبری‌های خوش‌خوان را می‌گرفتند…»
رضا کسائی از روزی گفته که قرار بوده است صدرالمحدثین (عبدالحسین صدر خوانساری) به منبر برود و صبا برای دیدار با او بی‌تابی می‌کرده است. در آن زمان صدرالمحدثین ملودیِ یک کار عمل را بر روی شعر صفای اصفهانی می‌خوانَد که با این نیم‌بیت آغاز می‌شد: «دل بردی از من به یغما، ای ترک غارتگر من». صبا بی‌درنگ نت این آواز را می‌نویسد. ملودی این گوشه با عنوان «صدری» در آواز افشاری، در ردیف اول ویلن صبا منتشر شده که تا پیش از آن در محافل موسیقی اصفهان، با نام «نحوی» از آن یاد می‌شده است. گوشه‌های دیگری همچون «شهابی» (به یاد شهاب‌السادات) در آواز بیات ترک و «دیلمان» و «امیری» (برگرفته از موسیقی محلی) در آواز دشتی، از جمله نغمه‌هایی هستند که برای نخستین بار توسط صبا به ردیف موسیقی ایرانی افزوده شد.
صبا با ردیف‌های موسیقی ایرانی به شکلی خلاقانه برخورد کرد، پلی میانِ سنت و دورانِ گذارِ فرهنگی ایران شکل داد و به پژوهش در عرصهٔ ردیف‌های موسیقی ایرانی پرداخت. او بود که برای نخستین‌بار، ردیف موسیقی ایرانی را برای ساز ویلن نوشت و مکتب ویلن ایران را تثبیت کرد و گسترش بخشید. تکنیک نوازندگی صبا به‌ویژه در نواختن ویلن، تا سال ۱۳۱۰، روندی رو به رشد داشت. او از این سال به بعد بیشتر فعالیت‌های خود را بر آموزش به هنرجویان و نگاشتنِ ردیف و کتاب‌های آموزشی متمرکز کرد.

#### آهنگسازی
صبا به تئوری موسیقی غربی اشراف کامل داشت، ولی آثار آهنگسازی او برپایهٔ موسیقی غرب نبود و بر اساس ردیف و اصول موسیقی قدیم ایران بنا شده بود. صبا در آثار آهنگسازی خود به طبیعت و همچنین به موسیقی محلی مناطق مختلف، به ویژه مناطق شمالی ایران توجه خاص داشت. قطعهٔ «زرد ملیجه» به معنای گنجشک زرد، «کوهستانی» که تجسمی موسیقایی از یک چوپان است که در هنگام غروب، گوسفندانش را جمع‌آوری و از تپه‌ای سرازیر می‌کند، «در قفس» که تلاش‌های مرغی در قفس، برای رهایی را با موسیقی متصور شده است و «کاروان» که با پیتزیکاتوهای دست چپ نوازندهٔ ویلن، حرکت شترهای کاروانی را تجسم می‌کند، همگی از طبیعت سرچشمه و الهام گرفته شده است. او در ساخت قطعهٔ «به زندان» در مایهٔ شوشتری، از صدایی آزادی‌خواه تأثیر گرفته است. در قطعهٔ «سامانی» نیز از صدای درِ اتاقش ایده گرفته و این صدا را با موسیقی «سر و سامان» داده است. در قطعهٔ «زنگ شتر»، حرکت شترها همراه با زنگوله‌هاشان تداعی شده و صبا از مشاهداتش در سفر به حلب ایده گرفته است. صبا در نت‌نویسی نیز دقت و مهارت بسیار داشت و برای نخستین‌بار وزن‌های لنگ، مانند 5
8 یا 7
8 را در موسیقی نواحی ایران تشخیص و در ردیف و آثار خود مورد استفاده قرار داد.

#### نوازندگی
«هر ساز برای خود تکنیک و اصول مخصوص دارد. روش‌های من‌درآوردی و صداهای ناموزون را نمی‌توان به‌عنوان یک کار نو و هنری قالب کرد. کسانی که مدعی ابتکاری در شیوهٔ نواختن هستند باید ابتکارشان در جهت پیش بردن و اجرای سهل‌تر قطعات باشد، نه آن‌که صداهایی که با موسیقی ملت ما ارتباطی ندارد از سازها درآورند» «هرکسی به سلیقهٔ خود ناخن روی سیم‌های آن حرکت می‌دهد و این خودمختاری و عدم علاقه به حفظ ردیف، سبب شده که قواعد علمی و فنی آن به تدریج از بین رفته و فراموش شده است.»

ابوالحسن صبا
ابوالحسن صبا در نواختن سازهای متعددی مهارت داشت. نقل شده است که موسیقی‌دانی اهل ایتالیا پس از ملاقات با او درباره‌اش گفته بود: «این مرد به تنهایی یک ارکستر کامل است» او اصطلاح «اهلی‌کردن» را برای سازها به‌کار می‌برد و هروقت پس از تمرین، بر نواختن یک ساز مسلط می‌شد می‌گفت: «اهلی شد».
سه‌تار
ابوالحسن صبا که نواختن سه‌تار را از میرزاعبدالله و درویش‌خان فرا گرفته بود، تکنیک‌ها و تزئینات جدیدی در نوازندگی این ساز ابداع کرد. او در نواختن سه‌تار نیز مانند ویلن، به بالاترین سطح رسیده بود و برخی هنرمندان از جمله مرتضی نی‌داوود و محمدرضا لطفی، نوازندگی سه‌تارش را برتر از ویلن‌نوازی او دانسته‌اند. با این‌حال صبا در کنسرت‌ها یا ضبط‌های رسمی از سه‌تار استفاده نکرد. نادر سینکی دلیل این اتفاق را این‌گونه شرح داده است:
«استاد صبا تبحر خاصی در نواختن سه‌تار، ویلن و تار داشتند ولی بنا به روایتی شنیده‌ایم به خواهش استاد خود، هیچ‌گاه از ساز سه‌تار در مراسم‌های رسمی استفاده نکردند؛ چراکه پسر میرزاعبدالله (استادِ صبا) نوازندهٔ سه‌تار بود و از طرفی صبا نیز به قدری بر این ساز مسلط بود که میرزا از دیده نشدن پسر خود هراس داشت.»
اسماعیل نواب صفا نیز در همین ارتباط نوشته است: «در مرداد ۱۳۲۷ صدای سه‌تار احمد عبادی (پسر میرزاعبدالله) از رادیو پخش شد. مرحوم صبا گفت یک هفته سه‌تار و یک هفته ویلن در رادیو اجرا خواهم کرد. عبادی تلفنی با صبا صحبت کرد و گفت شما استاد بی‌مانندی هستید، آیا درست است که فرزند استادتان (میرزاعبدالله) به نواختن سه‌تار در رادیو پرداخته است، پس از سال‌ها به فکر سه‌تار نواختن بیفتید؟ صبا به پاس احترام عبادی تا زنده بود از نواختن سه‌تار در رادیو خودداری کرد»
صبا بر پوزیسیونِ (وضعیت) دُرستِ دستِ نوازنده در هنگام نواختن سه‌تار تأکید داشت. او طریقهٔ قرار گرفتن انگشت‌ها بر روی دستهٔ سه‌تار و حالت قرار گرفتن دست راست بر روی صفحهٔ ساز را مورد توجه قرار می‌داد. صبا با دست چپ سه‌تار را به شکلی می‌گرفت که پنجه برای اجرای قطعه‌های مختلف آمادگی لازم را داشته باشد. او گاهی در اجرای برخی از چهارمضراب‌ها انگشت شست را از پشت به روی دستهٔ ساز می‌آورد و از بالا پرده‌ها را می‌گرفت. در سبک سه‌تارنوازی صبا، جایگاهِ دست راست بر روی صفحهٔ ساز، در فاصلهٔ مشخصی بین خَرَک و دسته قرار دارد و انگشت وسط بر روی صفحه تکیه داده می‌شود که این حالت برای اجرای دقیقِ مضراب‌های چپ و راست مؤثر است. در این شیوه، پوزیسیون دست راست تغییر نمی‌کند و دست بر روی صفحهٔ ساز حرکت ندارد. صبا انگشت سبابه را بیشتر از سایر نوازندگان خم می‌کرد و به سمت کف دست می‌برد و از برخورد آن با سیم، صدای لطیف‌تری شنیده می‌شد. صبا مضراب‌های چپ و راست را مرتب و حساب شده می‌نواخت و در هنگام آموزش به شاگردان، بر تعداد مضراب‌های راست و چپی که در هر گوشه باید نواخته شود تأکید داشت. ابوالحسن صبا در اجرای تکیه‌ها سبکی جدید ارائه داد که احتمالاً حاصل تحقیقات او در اجرای تکیه با ساز فلوت و پس از آن انتقال به ویلن و سپس سه‌تار بوده است. او برای اجرای تریل‌ها نیز، مقدار تکرار نت‌های تریل را برای نوازندگان مشخص می‌کرد.
در سه‌تارنوازی صبا صدای هر نُت به‌صورت تنها اجرا نشده و همیشه با یک صدای واخوان همراه می‌شود. با این‌حال بیانی شفاف دارد و صدای سازش «شلوغ» نیست. در این شیوه، صدای واخوان جدا از صدای «سیمِ سایر» (سیمی که انگشت‌گذاری بر روی آن انجام می‌شود) شنیده نمی‌شود؛ بلکه صدای واخوان در امتداد و طنینِ «سیم سایر» به گوش می‌رسد. این نکته در سه‌تارنوازی نورعلی برومند نیز دیده می‌شود در حالی‌که با شیوهٔ نوازندگی هنرمندانی همچون احمد عبادی، جلال ذوالفنون و حسین علیزاده متفاوت است. در سه‌تارنوازی صبا، با هر مضراب ۳ صدا تولید می‌شود. نخست صدای «سیمِ سایر» است که انگشت گذاری روی آن انجام می‌شود، دومین صدا، از «سیم واخوان» (راجع) و سومین صدا از برخورد ناخن و تا حدودی سرِ انگشت به صفحهٔ ساز است. نحوهٔ بیان در سه‌تار صبا کاملاً جدی است. او در نواخته‌های سه‌تارش به هیچ عنوان از حالت‌های مردم پسند و سطحی استفاده نکرده است.
فرم اجرایی سه‌تارنوازی صبا در تداوم شیوهٔ نوازندگی سه‌تارنوازان قدیمی است و بیش از آن‌که متأثر از درویش‌خان باشد، از نسل پیش از او تبعیت می‌کند. با بررسی آثاری که از نوازندگی سه‌تار صبا بر جای مانده است، می‌توان گفت نوازندگی او در سال‌های پایانی زندگی‌اش به مراتب بهتر و زیباتر از دوران جوانی او بوده است. در مورد احساسات صبا نسبت به سه‌تار گفته‌اند که او هر زمان غمگین بود یا دلش می‌گرفت سه‌تارش را برمی‌داشت و می‌نواخت و بی‌صدا اشک می‌ریخت. در خلوت و هنگامی که در حیاط خانه فرش پهن می‌کردند نیز از سه‌تارش غافل نمی‌شد. او در تدریس سه‌تار، شاگردان اندکی را به صورت محدود در کنار سازهای دیگر نظیر ویلن آموزش داد با این‌حال دوستش تقی تفضلی، تنها شاگرد صبا در سه‌تار است که به‌طور مشخص نزد او نواختن سه‌تار را فرا گرفته است.
ویلن

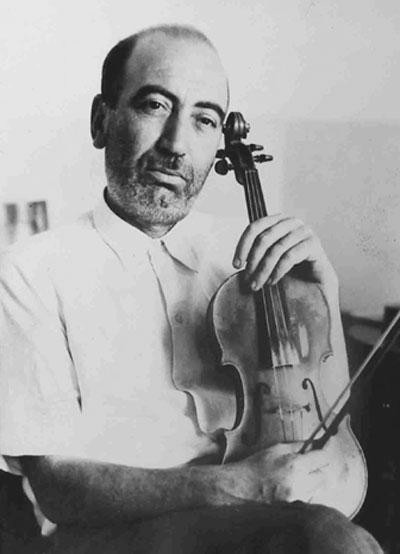
ابوالحسن صبا در میان‌سالی

پیش از ابوالحسن صبا، نوازندگان ویلن از شیوهٔ کمانچه‌نوازی تقلید می‌کردند. به همین دلیل، گسترهٔ انگشت‌گذاری آنان از پوزیسیون اول تجاوز نمی‌کرد و رسیدن به صدای مطلوب و استفادهٔ درست از آرشه در این روش مقدور نبود. صبا که شیوهٔ ویلن‌نوازیِ کلاسیک را نزد تینا مانتوفل، سرژ خوتسیف و علینقی وزیری آموزش دیده بود، از این مهارت خود برای اجرای نغمه‌های ایرانی بهره گرفت. او تکیه‌ها و تحریرها را دسته‌بندی کرد و با استفاده از تکنیک‌های خاص ویولن، سبک و مکتب پایداری را برای ویلن ایرانی به‌وجود آورد. صبا در اجرای آوازهای ایرانی با ویلن، استفادهٔ زیاد از ویبراتو را صحیح نمی‌دانست. او شاگردانش را به رعایت دقیق آرتیکولاسیون و اجرای واضح نت‌ها توصیه می‌کرد و «اجرای مالِشی» جمله‌های موسیقی و استفادهٔ زیاد از گلیساندو روی نت‌ها را نادرست می‌دانست. وی به‌کاربردن آرشه‌های پَرِشی با راست و چپ‌های مخصوصی که ابداع کرده بود را در اجرای رِنگ‌های موسیقی ایرانی، مانند رنگ «شهرآشوب»، لازم می‌دانست. او در شیوهٔ نت‌نویسی خود، با ابداع علامت‌های خاص، نواختن حالت‌هایی همچون تکیه‌ها و تحریرها را مشخص می‌کرد.
صبا در اجرای چهارمضراب‌ها برای تمام دستگاه‌ها و آوازهای موسیقی ایرانی، کوک‌های ویژه و نُت پدالِ مطلوب به‌کار می‌برد. او معتقد بود اجرای نمایشی تکنیک‌های نوازندگی نباید به ارزش هنری و زیبایی اثر لطمه وارد کند. صبا برای تلفیق هجاهای بلند و کوتاه شعر و تکیه و آکسان‌های کلام با موسیقی، از روش آرشه‌کِشی و انگشت‌گذاری ابداعی خود بهره می‌گرفت و برای هر گوشه از دستگاه‌های موسیقی، شعرهایی با وزن منطبق و مناسب با آن نغمه پیدا کرده بود.
سنتور
صبا نواختن سنتور را از علی‌اکبر شاهی آموخت و بعداً به سبب دوستی با حبیب سماعی (که از پیشگامان سنتورنوازی بود)، به مهارت بالایی در زمینهٔ سنتورنوازی دست یافت. از قباد ظفر نقل شده است که حبیب سماعی همیشه به شاگردانش توصیه می‌کرد که ابتدا نزد صبا بروند و اصول و مبانی نواختن سنتور را از وی فراگیرند پس از آن برای تکمیل و اجرای برخی از حالت‌های ردیف به او مراجعه کنند. از نظر فرامرز پایور که خود از شاگردان صبا بوده است، درست‌ترین تکنیک نوازندگی سنتور در دوره‌های آموزشی صبا برای این ساز به چشم می‌خورد و بهتر از این دوره‌ها کتاب دیگری در دسترس نیست. دوره‌های آموزشی صبا برای سنتور، نخستین نت‌هایی هستند که برای این ساز نوشته شده‌اند. صبا پایه‌گذار شیوهٔ نت‌نویسی برای ساز سنتور بود. همچنین وی را می‌توان احیا کنندهٔ ساز سنتور و سنتورنوازی در ایران دانست، زیرا او ردیف موسیقی ایرانی را که به سبب نوازندگانی همچون علی‌اکبر فراهانی و فرزندانش، برای تار و سه‌تار طراحی شده بود، به شیوهٔ سنتورنوازی ترجمه و برای این ساز ۴ کتاب بر اساس دستگاه‌ها و آوازهای موسیقی ایرانی تدوین و منتشر کرد. این اتفاق موجب شد تا مسیر آموزش سنتور و ردیف موسیقی ایرانی برای این ساز هموار شود. صبا در سنتورنوازی به فرم‌های دومضراب، سه‌مضراب و همچنین اجرای مضراب‌های پامَلَخی توجه ویژه داشت. اجرای تکنیک‌ها و حالت‌های مختلف همچون مضراب‌های شَلال، دُرّاب، سرمضراب، نحوهٔ اجرای لگاتو و نت‌نویسی آن، و اجرای دقیق ریزها، نت‌نویسی برای زینت‌ها، تکیه‌ها و دیگر مضراب‌های مورد نیاز سنتور از مواردی است که در ردیف‌های سنتورِ صبا مشهود است.
صبا تا پیش از هم‌نشینی با حبیب سماعی، مضراب‌هایش را به‌وسیلهٔ حرکت انگشت‌های وسط به روی سیم‌های سنتور فرود می‌آورد اما پس از آن، شیوهٔ حبیب را برگزید و از طریق حرکت مُچ می‌نواخت. این تغییر در دست راستش به وضوح انجام شد حال آن‌که دست چپ کمتر تغییر یافت و در هنگام نوازندگی، مضراب دست چپ را با انگشت وسط حرکت می‌داد. همچنین، نقش او در سنتورسازی و احیای سنتورهای استاندارد حائز اهمیت است.
تمبک
صبا در تمبک‌نوازی نیز سبکی جدید ایجاد کرد. حسین تهرانی در این ارتباط گفته است که مفاهیمی همچون انگشت‌گذاری، تریوله‌نوازی با دو انگشت و تکنیک کروماتیک‌نوازی در تمبک را از صبا آموخته است. شیوهٔ نت‌نویسی برای ساز تمبک، نخستین‌بار توسط ابوالحسن صبا ابداع شد.

### شاگردان

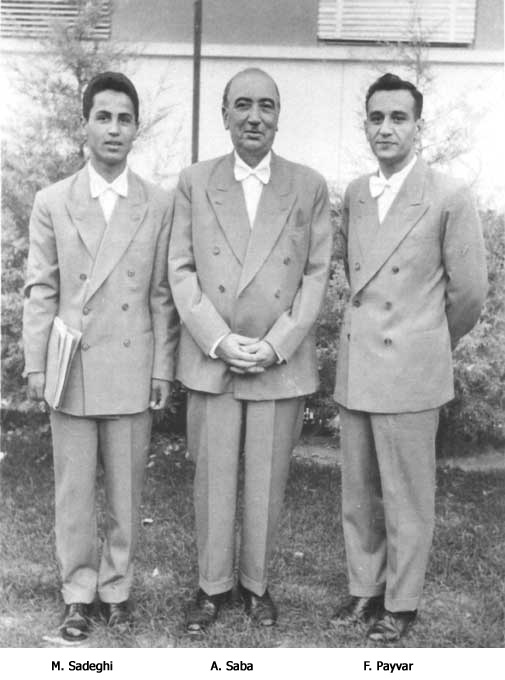
صبا در میانِ شاگردانش از راست: فرامرز پایور، ابوالحسن صبا، منوچهر صادقی

ابوالحسن صبا در طول سال‌های تدریس خود در مدرسهٔ عالی موسیقی، هنرستان موسیقی دولتی، هنرستان موسیقی ملی و کلاس‌های اختصاصی خود، شاگردانِ بسیاری را در رشته‌های مختلف پرورش داد که از آن جمله می‌توان به تفکیک رشته و ترتیب حروف الفبا، به هنرمندان زیر اشاره کرد:
ویلن: قدرت‌الله انتظامی، حبیب‌الله بدیعی، رحمت‌الله بدیعی، محمدعلی بهارلو، محمود تاجبخش، علی تجویدی، پرویز تناولی، عبدالله جهان‌پناه، اسماعیل چشم‌آذر، مهدی خالدی، همایون خرم، حسین دهلوی، محمود ذوالفنون، ساسان سپنتا، عباس شاپوری، فرهاد فخرالدینی، ابراهیم قنبری‌مهر، لطف‌الله مفخم پایان، مهدی مفتاح، محمد میرنقیبی، اسدالله ملک، پرویز یاحقی. سنتور: فرامرز پایور، منوچهر جهانبگلو، محمد حیدری، رضا شفیعیان، منوچهر صادقی، منصور صارمی، حسین صبا، مرتضی عبدالرسولی، طلیعه کامران، حسین ملک، مهدی ناظمی. سه‌تار: تقی تفضلی، داریوش صفوت، نورعلی الهی. تار: منتخب اسفندیاری، فرهاد ارژنگی. نی: حسن کسایی. فلوت: سیروس فرصت. کمانچه: محمد طغانیان دهکردی. تمبک: حسین تهرانی. آواز: احمد ابراهیمی، ملکه برومند، غلامحسین بنان، حسین خواجه امیری (ایرج)، اکبر گلپایگانی (گلپا)، منوچهر همایون‌پور، رضاقلی‌میرزا ظلی.
استاد صبا در نگاهداری و برقراری موسیقی سنت‌گرای ایرانی سهم بزرگی داشته است. باشد که شاگردانش تعالیم این استاد بزرگ را همیشه به یاد داشته باشند و عنصرهای بیگانه را به گونه‌ای در موسیقی ایرانی نیاورند که سبب نابودی روح و ارزش موسیقی ایرانی شود.— تران وانکه

### آثار
ابوالحسن صبا در طول زندگی خود، در آثار هنری متعدد و متنوعی حضور داشته است. این آثار شامل قطعات موسیقی ضبط شده، کتاب‌های آموزشی و ردیف موسیقی ایرانی برای برخی از سازها، چند مقالهٔ تخصصی موسیقی، آنالیز برخی از تصنیف‌های محمدعلی امیرجاهد و مقداری دست‌نوشته می‌شود. صبا در دست‌نوشته‌های خود به مطالبی همچون: قطعاتی از ردیف دورهٔ سوم ویلن، بخش‌هایی از ردیف قُدما، تعدادی از تصنیف‌ها و ضربی‌های قدیمی و یادداشت‌هایی در خصوص بررسی نظری و اجتماعی، پیرامون موسیقی ایرانی پرداخته است. آثار شنیداری که از صبا به صورت رسمی برجای مانده، بین سال‌های ۱۳۰۷ تا ۱۳۳۶ ضبط شده‌اند. این آثار را می‌توان به دو بخشِ آثار ضبط شده بر روی صفحه‌های گرامافون «۷۸ دور» که به صفحه‌های سنگی شهرت داشتند و آثار ضبط شده بر روی نوارهای مغناطیسی طبقه‌بندی کرد.

#### صفحه‌های گرامافون

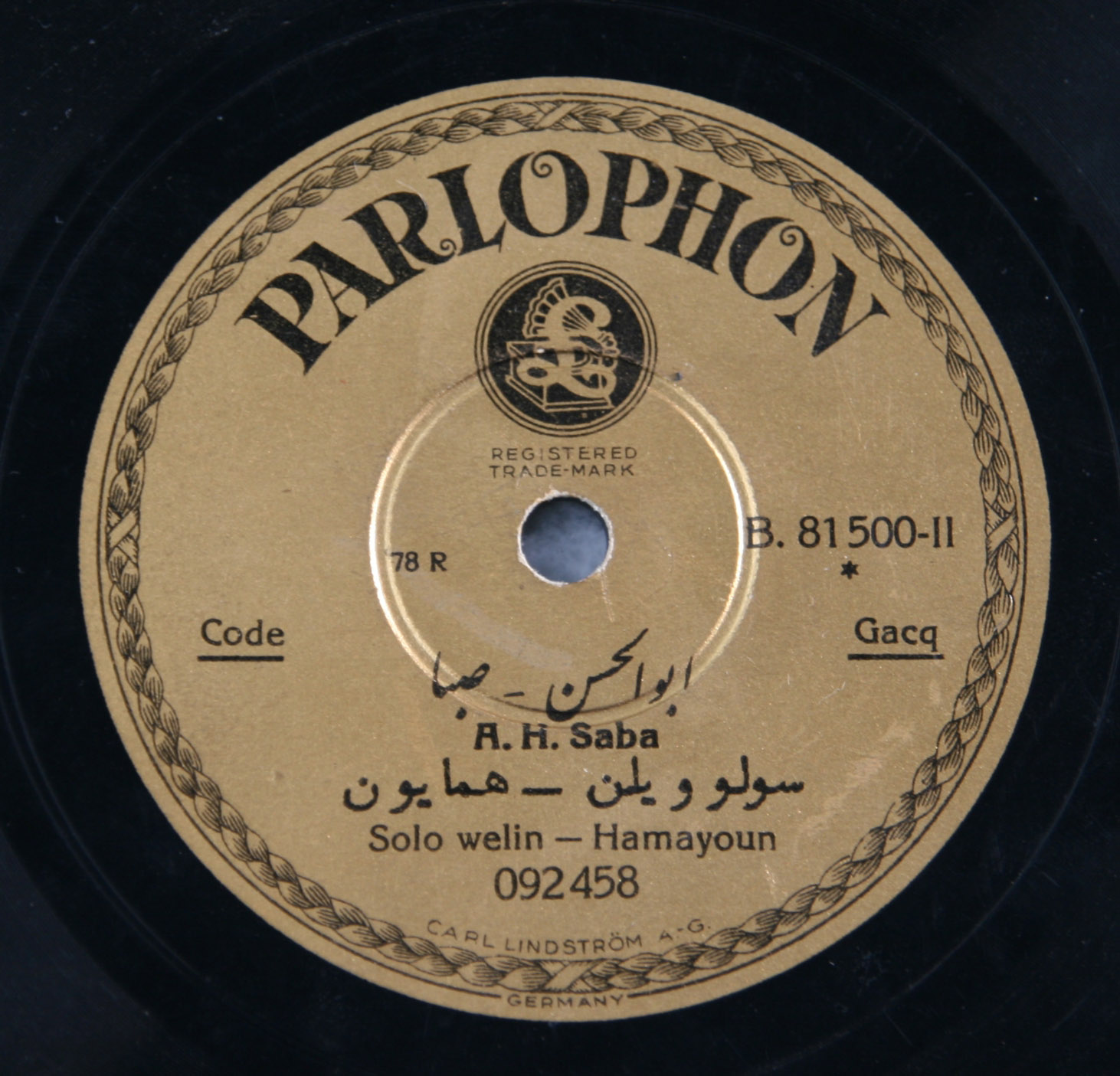
صفحه گرامافون همایون، تکنوازی ابوالحسن صبا

حدود دویست صفحهٔ گرامافون از صدای ساز ویلن ابوالحسن صبا به یادگار مانده است. این صفحه‌ها شامل تک‌نوازی‌ها، همنوازی‌ها، ساخت و اجرای چند ترانهٔ طنز و چند مورد خوانندگی می‌شود. صبا در این آثار نمونه‌هایی از تکنوازی منطبق با ردیف موسیقی ایرانی، اجرای برخی از نغمه‌های موسیقی محلی، تکنوازی و همنوازی همراه با «ارکستر مدرسهٔ عالی موسیقی»، اجرای ترانه‌های عامیانهٔ تهران از آثار اسماعیل مهرتاش، جواب آواز نخستین اثر ضبط شده از آواز بیات تهران با صدای جواد بدیع‌زاده، اجرای برخی از تصنیف‌های طنز و جدی و همچنین همنوازی همراه با «ارکستر انجمن موسیقی ملی» در اجرای برخی تصنیف‌ها و پیش‌پرده‌های تئاتر را ارائه داده است. این آثار طی هفت دوره ضبط و منتشر شده‌اند.

#### دیگر آثار صوتی به‌جا مانده از صبا
با آنکه ضبط صفحه‌های گرامافونِ ۷۸ دور تا سال ۱۳۳۸ در ایران ادامه داشت؛ پس از سال ۱۳۲۶، اثری از ضبط صفحه‌های موسیقی صبا یافت نشده است. دستگاه‌های ضبط و پخش نوار مغناطیسی به تدریج از سال ۱۳۳۰ رواج پیدا کردند و به خاطر امکانات بیشترشان، جای گرامافون را گرفتند. صبا در این دوره بیشتر تمایل به حضور در جمع‌های دوستانه و خصوصی پیدا کرده بود، به همین سبب غیر از ویلن‌نوازی، آثاری با سه‌تار و آوازش نیز روی نوار ضبط شده است. ابوالحسن صبا از زمان تأسیس رادیو تا پایان زندگی‌اش با این سازمان همکاری داشت و در برنامه‌های مختلف به عنوان تکنواز، همنواز، تنظیم‌کننده و سرپرست ارکستر حضور داشت. با این‌حال به علت عدم امکانات ضبط، اجرای برنامه‌ها به صورت زنده انجام می‌شد و تا پیش از دههٔ ۱۳۳۰، اثر ضبط شده‌ای از آثار صبا در رادیو وجود ندارد.
آثار صوتیِ صبا که بر روی نوارهای مغناطیسی باقی مانده‌اند را می‌توان به دو بخش طبقه‌بندی کرد؛ آثار ضبط خصوصی در خانهٔ دوستانش ضبط شده‌اند، و آثار اجرا شده در برنامه‌های رادیویی که بین سال‌های ۱۳۳۲ تا ۱۳۳۶ ضبط شده‌اند.

#### آثار ضبط خصوصی

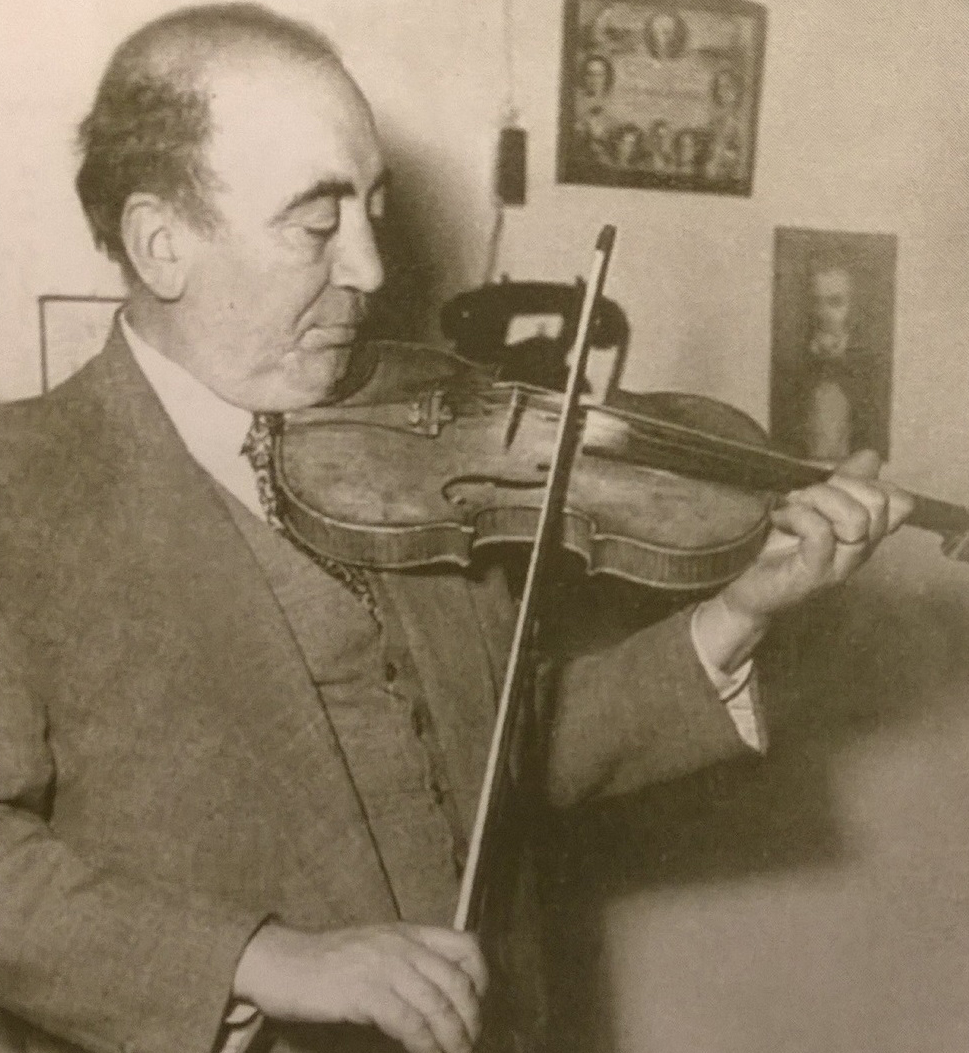
ابوالحسن صبا در حال نواختن ویلن

این آثار شامل اجراهایی است که بینِ سال‌های ۱۳۳۲ تا پایان زندگی صبا در سال ۱۳۳۶، در خانهٔ برخی دوستانش (و بیشتر در خانهٔ «دکتر پزشکان») ضبط شده‌اند. تاریخ آخرین ضبط یافت شده از صبا، ۱۰ روز پیش از درگذشتش، ۱۹ آذر ۱۳۳۶ است. صبا در این اجراهای خصوصی، بخش‌های متعددی از نغمه‌های موسیقی ایرانی را با سه‌تار و در برخی موارد با ویلن و آواز، نواخته و اجرا کرده است. بیشتر این آثار با تمبک‌نوازی حسین تهرانی همراهی شده است. اجراهایی نیز از کمانچه‌نوازی صبا به همراه آواز حسین قوامی برجای مانده است. از اجراهای دیگرِ صبا در این مجموعه آثار، می‌توان به این موارد اشاره کرد: اجرا در مایهٔ بیات اصفهان همراه با آواز علی‌محمد قاضی عسگر که از خوانندگان سرشناس اصفهان بود، اجرا در دستگاه سه‌گاه همراه با آواز علی مستوفیان و تمبک علی تجویدی و اجراهایی با آواز ادیب خوانساری، خاطره پروانه، منوچهر همایون‌پور و آذر عظیما که گاهی با سه‌تار و گاهی با ویلن ضبط شده‌اند. ویلن‌نوازی‌های خصوصیِ صبا در دستگاه‌ها و آوازهای چهارگاه، همایون، ماهور، دشتی، سه‌گاه، راست‌پنجگاه، نوا، افشاری، بیات ترک، ابوعطا، شور، بیات اصفهان، شوشتری و گوشهٔ منصوری بوده است. اجراهای سه‌تارِ صبا در ضبط‌های خصوصی نیز در مایه‌های چهارگاه، بیات اصفهان، ماهور، نوا، ابوعطا، افشاری و شور به یادگار مانده است.

#### آثار ضبط رادیویی
این آثار نیز بین سال‌های ۱۳۳۲ تا ۱۳۳۶ در رادیو به ضبط رسیده‌اند. بخشی از این اجراها شامل تک‌نوازی‌های ۱۵ دقیقه‌ای و همنوازی‌هایی با فرامرز پایور است که تعداد اندکی از این اجراها باقی مانده است. از آن میان می‌توان به تکنوازی صبا در آواز بیات ترک و همنوازی با سنتور فرامرز پایور در دستگاه شور اشاره کرد که در ابتدای این برنامه گفتگوی کوتاهی نیز با صبا انجام و ضبط شده است. بخش دیگر این آثار شامل اجراهایی می‌شود که در مجموعه برنامه‌های گل‌ها، با کوشش داوود پیرنیا تهیه و ضبط شده‌اند. از جملهٔ این برنامه‌ها می‌توان به این موارد اشاره کرد: نخستین شمارهٔ برنامهٔ «یک‌شاخه گل» (آثاری از آذر عظیما همراه با ویلن صبا و سنتور پایور) و اجراهایی در برنامهٔ «گل‌های رنگارنگ» به شماره‌های ۱۰۷، ۱۰۹، ۱۱۸، ۱۲۵، ۱۳۴، ۱۳۶، ۱۵۵ و ۱۷۲ به عنوان تکنواز، همنواز، تنظیم‌کننده و سرپرست ارکستر گل‌ها. برنامهٔ شماره ۱۷۲، آخرین حضور و اجرای صبا در برنامهٔ «گل‌های رنگارنگ» پیش از درگذشتش بوده است. در این برنامه تصنیف «ای امید دل من کجایی» با آهنگسازی پرویز یاحقی و خوانندگی غلامحسین بنان در دستگاه شور ضبط شده است.
«نغمهٔ ضربی در دشتی» بر روی شعر وحشی بافقی (روزگاری من و دل ساکن کویی بودیم)، «نغمهٔ ضربی در سه‌گاه» بر روی شعر شیخ بهایی (زلف و کاکل او را چون به‌یاد می‌آرم)، «نغمهٔ ضربی در همایون» بر روی غزلی از مولوی (کس نیست چنین عاشق بیچاره که ماییم)، «نغمهٔ ضربی در چهارگاه» با شعری از فخرالدین عراقی و «نغمهٔ ضربی» بر روی شعری از صفی‌علیشاه، آثاری هستند که ابوالحسن صبا به درخواست داوود پیرنیا برای برنامهٔ گل‌های جاویدان ساخته است.
پس از درگذشت صبا، نمونه‌هایی از نواخته‌های او بازتولید و منتشر شد. از آن میان می‌توان به یک صفحهٔ ۴۵ دور با عنوان و برچسب «اختصاصی» اشاره کرد. این صفحه اجرایی از چهارمضراب «زنگ شتر» را دربَر دارد که در سال‌های ابتدایی دههٔ ۱۳۴۰، احتمالاً توسط کمپانی مونوگرام تولید شده است. یک صفحهٔ ۳۳ دور با قُطر ۲۵ سانتی‌متر و مدت زمان ۳۰ دقیقه نیز در حدود سال ۱۳۴۰ منتشر شد که در آن اجرایی از قطعهٔ «مشتاق و پریشان» در آواز ابوعطا، اثر علینقی وزیری و خوانندگی غلامحسین بنان، همراه با جواب آواز صبا شنیده می‌شود. آخرین اثر شنیداری مرتبط با ابوالحسن صبا، صفحهٔ ۳۳ دورِ دیگری با قُطر ۲۵ سانتی‌متر و مدت زمان ۳۰ دقیقه است که در سال ۱۳۵۲ توسط کانون پرورش فکری کودکان و نوجوانان تهیه و تولید شده است. این اثر به زندگی و آثار هنری صبا اختصاص دارد و شامل نمونه‌هایی از ویلن‌نوازی، سه‌تارنوازی گفتگو و برخی اسناد صوتی صبا، همراه با گویندگی فیروزه امیرمعز است.

#### آثار منتشرنشده
از ابوالحسن صبا آثار مکتوب یا شنیداریِ بسیاری وجود دارد که هنوز منتشر نشده‌اند. برخی از این آثار نزد شاگردان او مانده است. حسینعلی ملاح در مقالهٔ صبا و آثار او، در مورد کتاب دستور ضرب (تمبک) صبا نوشته که آمادهٔ چاپ بوده اما به انتشار نرسیده است. او همچنین از گردآوری ردیف کامل آوازهای ایرانی توسط صبا خبر داده که آن‌هم منتشر نشده است. جدای از این موارد، حسینعلی ملاح از وجود نوارهایی شامل نواخته‌های ویلن، سه‌تار، سنتور، تار و آوازِ ابوالحسن صبا خبر داده است که در صداخانهٔ ادارهٔ کل هنرهای زیبا، هنرستان موسیقی ملی، ادارهٔ رادیو و برخی نزد دوستان و همکارانِ صبا نگهداری می‌شوند. صبا کتابی نیز در ارتباط با «شناسایی سازهای ایرانی و تاریخچهٔ پیدایش هریک از آنان» نوشته بوده است.

## میراث

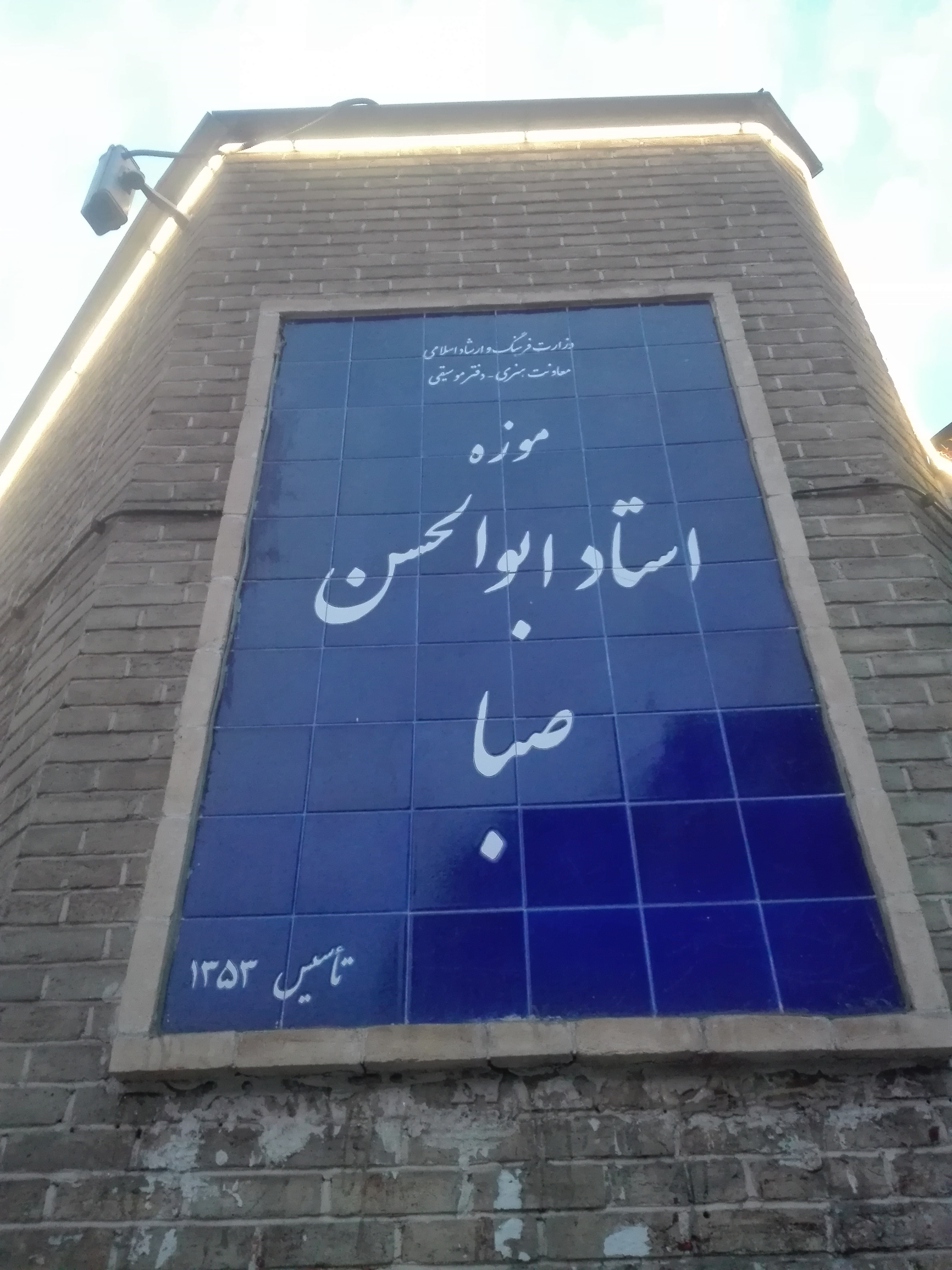
موزهٔ ابوالحسن صبا

### موزهٔ صبا
در ۲۹ آبان سال ۱۳۵۳ ه‍.ش موزهٔ صبا، چنان‌که خود او نیز وصیت کرده بود گشایش یافت. این «موزهٔ بیوگرافیک» به دلیل بزرگداشت جایگاه هنری ابوالحسن صبا و حفظ میراث او در موسیقی ایران افتتاح شد. محل ساختمان موزهٔ صبا در ضلع غربی خیابان ظهیرالاسلام تهران به شمارهٔ پلاک ۹۲ قرار دارد. مجموعه‌ای از آثار، اشیاء و سازهای متعلق به صبا در تالار این موزه نگهداری می‌شود. در میان سازهای موزهٔ صبا، یک سه‌تار از سازهای ساخته‌شده توسط او دیده می‌شود. صفحه‌های گرامافون از آثار موسیقی صبا، کتاب‌ها و یادداشت‌های صبا، نامه‌ها، سندها و نوشته‌های رسمی او، عکس‌ها، وسایل شخصی، تابلوهای نقاشی و آثار خوشنویسی صبا، همچنین مجسمه و ماسک چهرهٔ صبا در این مجموعه نگهداری می‌شوند. صبا نخستین موسیقی‌دان ایرانی است که موزه‌ای ویژهٔ او در ایران تأسیس شده است.

### فیلم
فیلم مستند استاد ابوالحسن صبا به نویسندگی و کارگردانی احمد فاروقی و تهیه‌کنندگی ژاله صبا در سال ۱۳۴۷ از رادیو تلویزیون ملی ایران پخش شد. در این فیلم هنرمندانی همچون مهدی برکشلی، فرامرز پایور، رحمت‌الله بدیعی، حسین تهرانی، ابراهیم قنبری‌مهر، قباد ظفر، محمد بهارلو، داریوش صفوت، منوچهر جهانبگلو، حسین ناصحی و تقی تفضلی حضور دارند.

### کتاب
شخصیت ابوالحسن صبا دارای ارزش استثنایی است. او مدافع ارزش‌های مدنی است. نه تنها در کشور خود بلکه در سراسر جهان. کوشش آقای صبا در پاسداری از اصالت هنر موسیقی در ایران به‌سانِ تلاش آن کسانی است که آثار یونانی یا پیکره‌های غول‌آسای اسوان را نجات دادند و همین نکته است که صبا را به عنوان مردی مدافع ارزش‌های انسانی معرفی می‌کند.— آلن دانیلو
- کتاب زندگی و آثار ابوالحسن صبا، به همراه یک صفحهٔ گرامافون، به کوشش احمدرضا احمدی با طراحی فرشید مثقالی و گویندگی فیروزه امیرمعز در سال ۱۳۵۲ ه‍.ش توسط کانون پرورش فکری کودکان و نوجوانان منتشر شد.[۱۳۶]
- کتاب یادوارهٔ ابوالحسن صبا، به کوشش پری صفا در سال ۱۳۵۵ توسط انتشارات تالار رودکی تهران به چاپ رسید.[۱۳۷]
- کتاب سونات رنج (زندگی‌نامهٔ ابوالحسن صبا) به نویسندگی وحید ایوبی در سال ۱۳۷۱ توسط انتشارات شبنم منتشر شد.[۱۳۸]
- کتاب یادنامهٔ ابوالحسن صبا، به کوشش علی دهباشی در سال ۱۳۷۶ توسط نشر ویدا به انتشار رسید.[۱۳۹]
- کتاب اسطورهٔ صبا (سیری در زندگی و آثار ابوالحسن صبا) به کوشش علی دهباشی در سال ۱۳۹۳ توسط انتشارات سخن به چاپ رسید.[۱۴۰]
- کتاب ردیف سنتور به گویش صبا، تألیف اسماعیل تهرانی ۲۰ مرداد سال ۱۳۹۵ ه‍.ش رونمایی و توسط انتشارات معین منتشر شد. این کتاب به زیبایی‌شناسی ردیف صبا پرداخته است. در این اثر شرحِ دستگاه شور و آوازهای ابوعطا و بیات ترک به همراه تجزیه و تحلیل نکته‌ها و تطبیق با چهار روایتِ ردیف، ارائه شده است.[۱۴۱]
- کتاب کاشی ۹۲ (داستان ابوالحسن صبا) به نویسندگی ضیاءالدین ناظم‌پور در سال ۱۳۹۵ توسط مؤسسه فرهنگی هنری ماهور چاپ و منتشر شد.[۱۴۲]
- کتاب در قفس (دربارهٔ ابوالحسن صبا)، نوشتهٔ فرهود صفرزاده در سال ۱۳۹۷ توسط انتشارات فنجان منتشر شد.[۱۴۳]

### نشان و تندیس
... بحث صبا، بحث یک مکتب نیست، بحث چندین مکتب است، بحث از دایرةالمعارفی است که مجموعه‌ای است از فرهنگ ایران زمین … ما کمتر داشتیم کسی را که بتواند در چندین رشته به درجه‌ای خیلی ممتاز برسد و بتواند در حقیقت این فرهنگ را اشاعه بدهد و صبا در حقیقت یک لشکر از موسیقی را گرد هم آورد و آماده کرد برای ایران زمین … از وقتی چشم باز کردم و موسیقی را نگاه کردم، صبا بوده، گویا استادالاساتید همه است …— شهرام ناظری
- در سال ۱۳۶۴ وزارت فرهنگ و ارشاد اسلامی عنوان «گواهینامهٔ درجهٔ اول هنری» را به نام «استاد صبا» صادر کرد.[۱۴۵]
- در سال ۱۳۷۸ تندیس ابوالحسن صبا به همراه جمله‌ای از او در گذر هنرمندانِ جزیرهٔ کیش رونمایی شد.[۱۴۵]
- در اردیبهشت سال ۱۴۰۰ نخستین دورهٔ اعطای «نشان ابوالحسن صبا» از طرف وزارت فرهنگ و ارشاد اسلامی برگزار شد. در این مراسم نشان صبا به تقی ضرابی اعطا شد.[۱۴۶]

### بزرگداشت‌ها
به منظور ارج نهادن به جایگاه هنری ابوالحسن صبا، پس از درگذشت او مراسم‌های متعدد و مختلفی برگزار شده است که از آن جمله می‌توان به موارد زیر اشاره کرد:
- در سال ۱۳۵۴ ه‍.ش مراسم هجدهمین سالروز درگذشت صبا همراه با کنسرتی به سرپرستی فرامرز پایور و خوانندگی محمدرضا شجریان در تالار رودکی تهران برگزار شد.[۶۰] از این زمان به بعد با کوشش فرامرز پایور برنامه‌هایی در بزرگداشت ابوالحسن صبا برگزار شد.[۱۴۵]
- سال ۱۳۷۶ ه‍.ش مراسم چهلمین سالروز درگذشت صبا در صفائیهٔ دربند برگزار شد. در همین زمان مراسم دیگری در تالار وحدت تهران با حضور هنرمندان و وزیر وقت فرهنگ و ارشاد اسلامی به اجرا درآمد.[۱۴۵]
- در سال ۱۳۸۲ ه‍.ش مراسم بزرگداشت صدمین سال تولد صبا با همکاری مرکز موسیقی وزارت ارشاد، انجمن موسیقی و خانه موسیقی ایران در تالار وحدت تهران برگزار شد. در این برنامه داریوش صفوت به سخنرانی پرداخت، پیام فرامرز پایور و علی تجویدی قرائت شد. هنرمندانی همچون همایون خرم، مسعود شعاری، کامبیز گنجه‌ای و بابک شهرکی قطعاتی را اجرا کردند و در پایان، ارکستر ملی ایران به رهبری فرهاد فخرالدینی و خوانندگی علیرضا قربانی به اجرای برنامه پرداختند.[۱۴۷]
- ۲۳ شهریور سال ۱۳۹۳ ه‍.ش مراسم بزرگداشت ابوالحسن صبا، تحت عنوان «شب صبا»، با حضور هنرمندانی همچون فرهاد فخرالدینی، شهرام ناظری، عبدالوهاب شهیدی و حسن ناهید، توسط مجلهٔ بخارا در بنیاد موقوفات محمود افشار برگزار شد.[۱۴۸]

### جشنوارهٔ صبا
در اسفند سال ۱۳۹۵ نخستین دورهٔ «جشنوارهٔ دانشجویی صبا» با مرکزیت گروه موسیقی دانشگاه هنر تهران برگزار شد. دومین دورهٔ این جشنواره در آذر سال ۱۳۹۸ به سرپرستی دانشگاه هنر تهران و همکاری بنیاد رودکی و انجمن موسیقی ایران برگزار شد.

## پی‌نوشت‌ها

### یادداشت
1. ↑  تاریخ سال تولدِ ابوالحسن صبا را برخی از جمله علیرضا میرعلینقی در ویژه‌نامهٔ ابوالحسن صبا، منتشر شده در مجلهٔ مقام موسیقایی، ۱۴ فروردین سال ۱۲۸۲ ه‍.ش (برابر با ۶ محرم سال ۱۳۲۱ ه‍.ق) ذکر کرده‌اند[۱] در حالی‌که در تصویر شناسنامهٔ صبا[۲] و برخی منابع دیگر از جمله کتاب سرگذشت موسیقی ایران نوشتهٔ روح‌الله خالقی، سال تولد ۱۲۸۱ درج شده است.[۳]
2. ↑   کمال‌السلطنه، پدر ابوالحسن صبا به‌واسطهٔ نزدیکی‌اش با شعاع‌السلطنه، دوست خود، درویش‌خان را به وی معرفی کرد و او از نوازندگان مخصوصِ شعاع‌السلطنه شد. درویش‌خان برای تأمین مخارج زندگی، در محافلی به نوازندگی پرداخت. شعاع‌السلطنه خبردار و عصبانی شد که چرا نوازندهٔ مخصوص او در مجالس بزم دیگران حضور یافته است. درویش‌خان را احضار کرد و دستور داد تا انگشتانش را ببرند. در این هنگام درویش‌خان با شفاعتِ کمال‌السلطنه بخشیده شد.[۵]
3. ↑  فرامرز پایور مدت زمان شاگردی صبا نزد میرزاعبدالله را ۱۲ سال دانسته است،[۱۰] فرشاد توکلی در مقاله‌ای که در فصلنامه ماهور به چاپ رسیده، مدت آموزش صبا از میرزاعبدالله را ۶ سال،[۸] و تقی تفضلی این مدت را نزدیک به ۵ سال نگاشته است.[۱۱]
4. ↑   در برخی منابع سال ضبط قطعهٔ «زرد ملیجه»، به همراه سرود «ای وطن» علینقی وزیری، ۱۳۰۶ ه‍.ش نوشته شده است. اما طبق آخرین ویرایشی که بر مقالهٔ مروری بر آثار ضبط شده از استاد ابوالحسن صبا نوشتهٔ محمدرضا شرایلی از کتاب اسطورهٔ صبا در وبگاه مکتب صبا درج شده است، تاریخ ضبط این دوره اصلاح شده و به ۱۳۰۸ تغییر یافته است.[۲۷]
5. ↑  سید مرتضی مستجاب الدعواتی که دوست و فامیل سید موسی صدر بوده است در کتاب یاران موافق، با ذکر خاطره‌ای، در مورد آشنایی صبا و موسی صدر چنین گفته است: «آقا موسی از طریق یکی دو تا از دامادهاشون به ابوالحسن صبا معرفی شده بود و او هم از گوشه و کنار سجایای اخلاقی این مرد (ابوالحسن صبا) رو شنیده بود… یه بار مرحوم ابوالحسن صبا برای آقا موسی پیغام داده بود. شاید هم بیشتر از یک مرتبه که من می‌خوام شما رو ببینم. هنوز آقا موسی لبنان نرفته بود که به من پیغام داد آیا می‌تونی در اصفهان جایی رو تهیه کنی تا ما (ابوالحسن صبا و آقا موسی) چند روزی بیاییم اونجا؟ گفتم: خونه ما که نمی‌شه، یه جایی رو باید براتون تهیه کنیم. تقلا کردم و یه باغی کنار رودخونه زاینده‌رود با وسایل اقامت تهیه شد…» او در مورد میزان آشنایی سید موسی صدر به موسیقی نیز گفته است: «(او) نه تنها شناخت داشت که صاحب نظر بود.»
6. ↑   این اثر در آذر سال ۱۳۵۴ در کنسرتی به مناسبت هجدهمین سال‌روز درگذشت صبا، به سرپرستی فرامرز پایور، توسط محمدرضا شجریان در تالار رودکی تهران بازخوانی و اجرا شد. در این برنامه اثر دیگری به نام «به یاد صبا» در دستگاه سه‌گاه، از ساخته‌های علی تجویدی با شعر رحیم معینی کرمانشاهی و خوانندگی خاطره پروانه به اجرا گذاشته شد.[۶۰]
7. ↑  عبدالحسین صدر خوانساری (زادهٔ ۱۳۱۳ ه‍.ق) فرزند میرزا محمود صدرالمحدثین، از واعظان معروف شهر اصفهان بود. او از کودکی استعداد ویژه‌ای در موسیقی و آواز داشت و با گوشه‌های موسیقی ایرانی آشنا بود. وی به دلیل آشنایی با شعر و ادبیات و موسیقی، نغمه‌های زیبایی را در مجالس مذهبی و خطبه‌هایش می‌خواند. در این مورد از قول صبا چنین نقل شده است: «در یکی از ماه‌های تابستان تصمیم گرفتم که برای دیدار و گفتگو با این روحانی هنرمند به اصفهان بروم. در اصفهان به من گفتند که صدر در یکی ار باغ‌های اطراف زاینده‌رود به سر می‌برد. بدون اطلاع قبلی به دیدار او رفتم. وارد باغ شدم، صدر را دیدم که بی‌عمامه نشسته بود و شعرهای زیر را به آهنگی بس دلاویز در مایهٔ افشاری می‌خواند: دل بردی از من به یغما، ای ترک غارتگر من … من آن‌چنان محو شنیدن این آواز شدم که مدتی بی‌اختیار در بهت و سکوت ماندم و برای اینکه رمز و راز را همان‌گونه که عبدالحسین صدر می‌خواند، ثبت و ضبط کنم بلافاصله نت آن را نوشتم.»[۸۵]
8. ↑  تینا مانتوفل یک نوازنده و معلم ویلن اهل روسیه که به ایران مهاجرت کرده بود.[۹۶]
9. ↑  دومضراب نغمه‌ای موزون و دارای پایه‌ای است در محدودهٔ گوشه‌ها و آوازهای یک دستگاه. اجرای دومضراب در سازهای مضرابی مانند تار و سنتور، با دو مضراب پی‌درپی راست یا چپ یا هردو، بر سیم‌های بم یا زیر صورت می‌گیرد. در سازهای آرشه‌ای، حرکت آرشه صدای دومضراب را القا می‌کند.[۹۹]
10. ↑  سه‌مضراب فرمی موزون و بسیار قدیمی است که از حرکت پی‌درپی سه مضراب (معمولاً مضراب راست) در سازهای مضرابی ایجاد می‌شود و در سازهای زهی آرشه‌ای با حرکت آرشه اجرا می‌شود. سه‌مضراب در ابتدای بعضی گوشه‌ها یا درآمدها و به نام همان درآمد یا گوشه اجرا می‌شود. مانند سه‌مضرابِ ابوعطا و سه‌مضرابِ زابل. فرم سه‌مضراب می‌تواند برای یک قطعه به‌عنوان پایه قرار گیرد.[۱۰۰]
11. ↑  پاملخی نوعی مضراب در سازهای زخمه‌ای مانند سنتور است که به‌صورت یک راست و دو چپ اجرا می‌شود.[۱۰۱]
12. ↑  مضراب شَلال، فرمی در مضراب‌نوازی است که در آن چند نت متوالی با تکیه‌های شفاف اجرا می‌شوند.[۱۰۲]
13. ↑  دُرّاب نوعی از اجرا که از حرکت مضراب به وجود می‌آید و در سازهای مضرابی مانند سنتور، تار و سه‌تار بسیار کاربرد دارد. دراب موجب زیبایی اجرا است و در مجموع یک ریزِ کوتاهِ متصل به یک تکِ قوی را ارائه می‌دهد و آن را نباید با سرمضراب اشتباه گرفت.[۱۰۳]
14. ↑  سرمضراب نوعی اجرا در سازهای مضرابی مانند سنتور و تار است. سرمضراب از ۳ مضرابِ راست، چپ، راستِ سریع درست می‌شود که دو مضراب اول در عینِ چابکی و ظرافت به یک تکِ قوی‌تر ختم می‌شوند. سرمضراب اصطلاحی میان نوازندگان کمانچه بوده که با حرکت سریع سرِ آرشه می‌نواختند.[۱۰۴]

### واژه‌نامه
1. ^  Sodwa

### یادکردها
1. 1 2 3 4 5 6 7 8 9  میرعلینقی، سنگِ صبا، ۳۴.
2. ↑  «تصویر شناسنامه ابوالحسن صبا». فیس‌بوک ابوالحسن صبا. بایگانی‌شده از اصلی در ۱ مه ۲۰۲۱. دریافت‌شده در ۱ مه ۲۰۲۱.
3. ↑  خالقی، روح‌الله. سرگذشت موسیقی ایران (جلد ۱). تهران: صفی‌علیشاه. صص. ۴۸۱.
4. ↑  دهباشی، اسطورهٔ صبا، ۱۱.
5. ↑  خالقی، سرگذشت موسیقی ایران، ۳۰۳–۳۰۴.
6. ↑  «زندگینامه: ابوالحسن صبا (۱۲۸۱–۱۳۳۶)». همشهری آنلاین. بایگانی‌شده از اصلی در ۸ نوامبر ۲۰۲۱. دریافت‌شده در ۱۰ نوامبر ۲۰۲۱.
7. ↑  دهباشی، اسطورهٔ صبا، ۴۲.
8. 1 2 3 4 5  توکلی، صبا به روایت سه‌تارش، ۶۹.
9. ↑  رضازاده طامه، سنگِ صبا، ۴۴۸.
10. ↑  پایور، فرامرز (۱۳۹۶). دوره‌های سنتور ردیف استاد ابوالحسن صبا (ویراست ۷). تهران: مؤسسه فرهنگی هنری ماهور. ص. ۵. شابک ۹۷۹۰۸۰۲۶۰۴۳۲۲.
11. 1 2 3  تفضلی، سه‌تار صبا، ۱۸.
12. ↑  دهباشی، اسطورهٔ صبا، ۱۲۰.
13. 1 2 3  سعیدی، مردی که به تنهایی یک ارکستر بود، ۹.
14. ↑  دهباشی، اسطورهٔ صبا، ۳۱۸.
15. 1 2 3  علیرضا میرعلینقی، سیمین سلیمانی (۲ دی ۱۳۹۹). «موسیقی‌دان بدون جانشین». روزنامه اعتماد. بایگانی‌شده از اصلی در ۱۶ مه ۲۰۲۱. دریافت‌شده در ۱۰ نوامبر ۲۰۲۱.
16. ↑  خالقی، سرگذشت موسیقی ایران، ۴۴۱.
17. 1 2 3  سپنتا، ابوالحسن صبا، ۱۶۴.
18. ↑  نصیری‌فر، مردان موسیقی سنتی و نوین ایران، ۱۲۴.
19. ↑  علیزاده، گفت‌وگو با شهریار.
20. 1 2 3 4  سپنتا، صبا در کار و هنر خود یگانهٔ دوران بود، ۱۶.
21. ↑  Farhat, SABA.
22. 1 2  خالقی، تأثیر وزیری در صبا، ۱۸.
23. 1 2  ابراهیمی، همراه با استاد ابوالحسن صبا، ۱۲۹.
24. ↑  نصیری‌فر، مردان موسیقی سنتی و نوین ایران، ۴۳.
25. 1 2 3 4  «مروری بر آثار ضبط شده از ابوالحسن صبا». مکتب صبا. بایگانی‌شده از اصلی در ۱۶ مه ۲۰۲۱. دریافت‌شده در ۱۰ نوامبر ۲۰۲۱.
26. 1 2 3  سپنتا، ابوالحسن صبا، ۱۶۵.
27. ↑  «مروری بر آثار ضبط شده از استاد ابوالحسن صبا». مکتب صبا. بایگانی‌شده از اصلی در ۱۶ مه ۲۰۲۱. دریافت‌شده در ۱۰ نوامبر ۲۰۲۱.
28. ↑  دهباشی، اسطورهٔ صبا، ۲۸۳.
29. 1 2 3 4 5 6 7 8 9 10 11 12  میرعلینقی، سنگِ صبا، ۳۵.
30. ↑  Farhat, SABA.
31. ↑  قاسم رضازاده طامه. «تنها صداست که می‌ماند: ابوالحسن صبا». فصلنامهٔ هنر بهار ۱۳۷۴، شماره ۲۸، صفحهٔ ۴۴۹، از طریق نورمگز. بایگانی‌شده از اصلی در ۱ مه ۲۰۲۱. دریافت‌شده در ۱۰ نوامبر ۲۰۲۱.
32. ↑  محمود خوشنام (۳۰ آذر ۱۳۸۰). «زندگی و هنر ابوالحسن صبا (یاد رفتگان و دوستداران) (گزارش صوتی)». رادیو فردا. بایگانی‌شده از اصلی در ۲ مه ۲۰۲۱. دریافت‌شده در ۲۰۲۱-۰۵-۰۲.
33. ↑  Farhat, SABA.
34. 1 2  سپنتا، صبا در کار و هنر خود یگانهٔ دوران بود، ۱۷.
35. 1 2  دهباشی، اسطورهٔ صبا، ۵۹۹.
36. ↑  «تاریخچهٔ «گرامافون» و «صفحهٔ موسیقی» در ایران». ایران ۲۰. بایگانی‌شده از اصلی در ۲ ژوئن ۲۰۲۱. دریافت‌شده در ۲ ژوئن ۲۰۲۱.
37. ↑  ««زنگ شتر» الهام از صحرای حلب». روزنامهٔ اعتماد، به‌واسطهٔ ویستا. بایگانی‌شده از اصلی در ۳ ژوئن ۲۰۲۱. دریافت‌شده در ۱۰ نوامبر ۲۰۲۱.
38. ↑  نصیری‌فر، مردان موسیقی سنتی و نوین ایران، ۴۶.
39. ↑  دهباشی، اسطورهٔ صبا، ۱۳.
40. ↑  دهباشی، اسطورهٔ صبا، ۶۱۰.
41. ↑  خالقی، سرگذشت موسیقی ایران، ۵۲.
42. ↑  حسن فرازمند (۶ اسفند ۱۳۹۹). «بازگشت علینقی وزیری، جان گرفتن موسیقی». روزنامه اطلاعات. بایگانی‌شده از اصلی در ۱۹ آوریل ۲۰۲۱. دریافت‌شده در ۲۴ فوریه ۲۰۲۱.
43. ↑  خالقی، سرگذشت موسیقی ایران، ۷۹–۸۰.
44. ↑  ستایشگر، نام‌نامهٔ موسیقی ایران‌زمین، ۷۵۶.
45. ↑  علی تیموری (۲۰۲۰-۰۶-۲۰). «شروع کار هنرستان موسیقی ملی با روح‌الله خالقی». مجله پیام جوان. بایگانی‌شده از اصلی در ۳ دسامبر ۲۰۲۰. دریافت‌شده در ۲۰۲۱-۰۲-۲۸.
46. 1 2 3 4 5 6 7 8  میرعلینقی، سنگِ صبا، ۳۶.
47. ↑  عبدالحمید اشراق. «ماسک دو هنرمند نامدار صبا - بتهون». مجلهٔ بخارا مهر و آبان ۱۳۸۲، شماره ۳۲، صفحه ۱۹۷، به واسطه نورمگز. بایگانی‌شده از اصلی در ۲۵ مه ۲۰۲۱. دریافت‌شده در ۱۰ نوامبر ۲۰۲۱.
48. ↑  «کارگاه سازسازی». پژوهشکده هنرهای سنتی سازمان میراث فرهنگی. بایگانی‌شده از اصلی در ۸ ژوئن ۲۰۲۱. دریافت‌شده در ۸ ژوئن ۲۰۲۱.
49. ↑  «گزارشی از دیدار ابوالحسن صبا و امام موسی صدر». خبرگزاری مهر. ۱۴ خرداد ۱۳۹۹. بایگانی‌شده از اصلی در ۸ ژوئن ۲۰۲۱. دریافت‌شده در ۱۰ نوامبر ۲۰۲۱.
50. 1 2  سپنتا، صبا در کار و هنر خود یگانهٔ دوران بود، ۱۸.
51. ↑  علی شهاب. «یاد و یادبودها: یادی از ابوالحسن صبا». کلک آذر ۱۳۶۹ - شماره ۹، صفحه ۱۳۹، از طریق نورمگز. بایگانی‌شده از اصلی در ۱ مه ۲۰۲۱. دریافت‌شده در ۱۰ نوامبر ۲۰۲۱.
52. ↑  دهباشی، اسطورهٔ صبا، ۵۵۹.
53. ↑  حسین دهلوی (سخنرانی). «سرگذشت ارکستر صبا (به مناسبت سی و چهارمین سالمرگ ابوالحسن صبا)». مجلهٔ ادبستان فرهنگ و هنر، آذر ۱۳۷۱، شماره ۳۶، صفحه ۱۳۶، از طریق نورمگز. بایگانی‌شده از اصلی در ۶ مه ۲۰۲۱. دریافت‌شده در ۱۰ نوامبر ۲۰۲۱.
54. ↑  دهباشی، اسطورهٔ صبا، ۶۲۳.
55. ↑  دهباشی، اسطورهٔ صبا، ۶۲۴.
56. 1 2  بهمن‌پور، خاطره‌هایی از پدر و همسر، ۴۳.
57. 1 2  دهباشی، اسطورهٔ صبا، ۶۲۵.
58. ↑  «گلها پژمرد». روزنامه اطلاعات، ۳۰ آذر ۱۳۳۶، به واسطهٔ ایران آنلاین. بایگانی‌شده از اصلی در ۳ مه ۲۰۲۱. دریافت‌شده در ۱۰ نوامبر ۲۰۲۱.
59. ↑  دهباشی، اسطورهٔ صبا، ۵۴۴.
60. 1 2  دهباشی، اسطورهٔ صبا، ۳۲۶.
61. ↑  بهمن‌پور، خاطره‌هایی از پدر و همسر، ۴۱.
62. ↑  دهباشی، اسطورهٔ صبا، ۴۶.
63. ↑  دهباشی، اسطورهٔ صبا، ۴۷–۴۸.
64. ↑  دهباشی، اسطورهٔ صبا، ۱۲.
65. ↑  «ابوالحسن خان صبا از بهارستان تا ظهیرالدوله». جام جم آنلاین. ۲۵ مهر ۱۳۹۲. بایگانی‌شده از اصلی در ۵ مه ۲۰۲۱. دریافت‌شده در ۱۰ نوامبر ۲۰۲۱.
66. ↑  «درگذشت غزاله صبا طراح لباس و نقاش». منگو مگ. ۲۹ اردیبهشت ۱۳۹۹. بایگانی‌شده از اصلی در ۶ مه ۲۰۲۱. دریافت‌شده در ۱۰ نوامبر ۲۰۲۱.
67. ↑  «اولین‌بار در ۲۵ سالگی». روزنامه هم‌میهن به واسطهٔ ویستا. ۲۴ خرداد ۱۳۸۶. بایگانی‌شده از اصلی در ۲ ژوئن ۲۰۲۱. دریافت‌شده در ۲۹ مه ۲۰۲۱.
68. 1 2  «ابوالحسن صبا و یک مکتب موسیقی تمام عیار». هنرآنلاین. ۱۴ فروردین ۱۳۹۳. بایگانی‌شده از اصلی در ۱۰ نوامبر ۲۰۲۱. دریافت‌شده در ۱۰ نوامبر ۲۰۲۱.
69. 1 2  ابراهیمی، همراه با استاد ابوالحسن صبا، ۱۳۰.
70. 1 2  صبا، خاطراتی از پدرم صبا، ۴۶۸.
71. ↑  Farhat, SABA.
72. ↑  درودی، قصه انسان و پایداری‌اش، شناخت‌نامه ایران درودی، ۴۸۸.
73. ↑  شهاب علی. «یادی از ابوالحسن صبا». مجله کلک آذر ۱۳۶۹، شماره ۹، صفحه ۱۳۸، به واسطهٔ نورمگز. بایگانی‌شده از اصلی در ۲۲ مه ۲۰۲۱. دریافت‌شده در ۱۰ نوامبر ۲۰۲۱.
74. ↑  «Abu'l-Hasan Saba». golha. بایگانی‌شده از اصلی در ۲۷ اوت ۲۰۲۱. دریافت‌شده در ۲۸ اوت ۲۰۲۱.
75. ↑  دهباشی، اسطورهٔ صبا، ۱۲۱.
76. ↑  دهباشی، اسطورهٔ صبا، ۷۴.
77. ↑  «زندگینامه: ابوالحسن صبا (۱۲۸۱–۱۳۳۶)». همشهری آنلاین. بایگانی‌شده از اصلی در ۱۹ ژانویه ۲۰۱۲. دریافت‌شده در ۱۹ مرداد ۱۳۹۰.
78. ↑  Farhat, SABA.
79. 1 2 3 4  اسدی دهدزی، صبا، نیمای موسیقی ما، ۵۲.
80. ↑  اسدی دهدزی، صبا، نیمای موسیقی ما، ۵۳.
81. 1 2  «نیمای موسیقی». مجلهٔ عصر فرهنگ. بایگانی‌شده از اصلی در ۱۰ نوامبر ۲۰۲۱. دریافت‌شده در ۱۰ نوامبر ۲۰۲۱.
82. 1 2  «سیری بر «نیما» ی موسیقی ایران». روزنامه صبح نو. ۲۳ فروردین ۱۴۰۰. بایگانی‌شده از اصلی در ۲۴ مه ۲۰۲۱. دریافت‌شده در ۲۴ مه ۲۰۲۱.
83. 1 2 3  افقه، تحلیل تأثیر ابوالحسن صبا بر مکتب سنتور ایران، ۴.
84. ↑  محمدرضا ممتاز واحد (۲۱ مهر ۱۳۹۴). «یادکردی از «علی‌اصغر شاهزیدی»». روزنامه اطلاعات. بایگانی‌شده از اصلی در ۹ ژوئن ۲۰۲۱. دریافت‌شده در ۹ ژوئن ۲۰۲۱.
85. ↑  فضل‌الله، رضا. «حسن صدر، خطیب و نویسنده دلیر». نورمگز. بخارا، مرداد و شهریور ۱۳۸۹، شماره ۷۶، صفحه ۴۱۷–۴۱۸. بایگانی‌شده از اصلی در ۹ ژوئن ۲۰۲۱. دریافت‌شده در ۱۰ نوامبر ۲۰۲۱.
86. 1 2 3  سپنتا، ابوالحسن صبا، ۱۶۷.
87. ↑  سپنتا، ابوالحسن صبا، ۱۶۶.
88. ↑  درخشانی، مجید (پاییز ۱۳۷۱). «تصنیف‌های صبا». مجلهٔ آوا (به واسطهٔ کتاب اسطور صبا). ۲.
89. ↑  خاطرات فرهاد فخرالدینی (۲ مهر ۱۳۹۳). «شب ابوالحسن صبا برگزار شد». مجله بخارا. بایگانی‌شده از اصلی در ۲۱ مه ۲۰۲۱. دریافت‌شده در ۲۱ مه ۲۰۲۱.
90. ↑  «در سالروز درگذشت ابوالحسن خان صبا». خبرگزاری ایرنا. ۲۹ آذر ۱۳۹۶. بایگانی‌شده از اصلی در ۱۵ ژانویه ۲۰۲۰. دریافت‌شده در ۱۰ نوامبر ۲۰۲۱.
91. ↑  شهاب علی. «یادی از ابوالحسن صبا». مجله کلک آذر ۱۳۶۹، شماره ۹، صفحه ۱۳۶، به واسطهٔ نورمگز. بایگانی‌شده از اصلی در ۲۲ مه ۲۰۲۱. دریافت‌شده در ۱۰ نوامبر ۲۰۲۱.
92. 1 2  شعیب سینه‌سپهر. «چرا ابوالحسن صبا میراث موسیقی ایرانی است؟». هنریست. بایگانی‌شده از اصلی در ۱۶ مه ۲۰۲۱. دریافت‌شده در ۱۶ مه ۲۰۲۱.
93. ↑  «چرا سه‌تار صبا در مراسم‌ها شنیده نمی‌شد؟». رادیو گفتگو. ۳۱ تیر ۱۳۹۸.
94. ↑  اسدی دهدزی، صبا، نیمای موسیقی ما، ۵۰.
95. 1 2  «خنده و بغض». روزنامه همشهری. ۱۳ دی ۱۳۸۴. بایگانی‌شده از اصلی در ۱۶ فوریه ۲۰۲۰. دریافت‌شده در ۱۸ مه ۲۰۲۱.
96. ↑  میرعلینقی، علیرضا (۲ دی ۱۳۹۹). «موسیقی‌دان بدون جانشین». روزنامه اعتماد (۴۸۲۲).
97. ↑  دهباشی، اسطورهٔ صبا، ۶۹.
98. ↑  پایور، آذرمینا، دوره‌های سنتور ردیف استاد ابوالحسن صبا، ۵.
99. ↑  ستایشگر، واژه‌نامهٔ موسیقی ایران‌زمین، ۴۷۵.
100. ↑  ستایشگر، واژه‌نامهٔ موسیقی ایران‌زمین، ۷۸.
101. ↑  ستایشگر، واژه‌نامهٔ موسیقی ایران‌زمین، ۱۷۸.
102. ↑  ستایشگر، واژه‌نامهٔ موسیقی ایران‌زمین، ۴۱۲.
103. ↑  ستایشگر، واژه‌نامهٔ موسیقی ایران‌زمین، ۴۳۵.
104. ↑  ستایشگر، واژه‌نامهٔ موسیقی ایران‌زمین، ۳۹.
105. ↑  صبا (حسین)، صبا و سنتور، ۴۱۰.
106. ↑  صبا (حسین)، صبا و سنتور، ۴۱۱.
107. ↑  داریوش ثقفی. «سنتور را از استاد صبا داریم». مجلهٔ مقام موسیقایی، آذر و دی ۱۳۸۲، شماره ۲۴، به واسطهٔ نورمگز. بایگانی‌شده از اصلی در ۲۵ مه ۲۰۲۱. دریافت‌شده در ۱۰ نوامبر ۲۰۲۱.
108. ↑  «تمبک». دانشنامهٔ جهان اسلام. بایگانی‌شده از اصلی در ۲۵ مه ۲۰۲۱. دریافت‌شده در ۲۵ مه ۲۰۲۱.
109. ↑  دهباشی، اسطورهٔ صبا، ۱۳۱.
110. ↑  «قدرت‌الله انتظامی موسیقی‌دان». نما نامه. ۲۳ آذر ۱۳۹۷. بایگانی‌شده از اصلی در ۲ ژوئن ۲۰۲۱. دریافت‌شده در ۱۰ نوامبر ۲۰۲۱.
111. ↑  Porter, Venetia (2022). A Life In Art. Nazar Pub. ISBN 9786001523489.
112. ↑  تناولی، پرویز (۱۳۹۰). آتلیه کبود. بن‌گاه. شابک ۹۷۸۹۶۴۹۶۳۸۳۰۰.
113. ↑  «اسماعیل چشم‌آذر». راسخون. بایگانی‌شده از اصلی در ۳ ژوئن ۲۰۲۱. دریافت‌شده در ۱۰ نوامبر ۲۰۲۱.
114. ↑  «فخرالدینی: تا صبا زنده بود، شاگردش بودم». گفتگوی هارمونیک. ۱۴ مهر ۱۳۹۰. بایگانی‌شده از اصلی در ۲ ژوئن ۲۰۲۱. دریافت‌شده در ۲۹ مه ۲۰۲۱.
115. ↑  «محمد حیدری، آهنگساز و ترانه‌سرا درگذشت». خبرگزاری آنا. ۳ شهریور ۱۳۹۵. بایگانی‌شده از اصلی در ۳ ژوئن ۲۰۲۱. دریافت‌شده در ۱۰ نوامبر ۲۰۲۱.
116. ↑  «موسیقی هرگز از بین نمی‌رود درجا می‌زند». خبرگزاری مهر. ۲۲ خرداد ۱۳۸۶. بایگانی‌شده از اصلی در ۲ ژوئن ۲۰۲۱. دریافت‌شده در ۱۰ نوامبر ۲۰۲۱.
117. ↑  «درگذشت یک نوازنده پیشکسوت سنتور». خبرگزاری ایلنا. ۲۴ اسفند ۱۳۹۵. بایگانی‌شده از اصلی در ۲ ژوئن ۲۰۲۱. دریافت‌شده در ۱۰ نوامبر ۲۰۲۱.
118. ↑  «مروری بر زندگی و آثار سنتور ساز ایرانی». خبرگزاری کتاب ایران. ۱ خرداد ۱۳۹۲. بایگانی‌شده از اصلی در ۸ فوریه ۲۰۲۱. دریافت‌شده در ۱۰ نوامبر ۲۰۲۱.
119. ↑  «محمد طغانیان دهکردی». راسخون. بایگانی‌شده از اصلی در ۳ ژوئن ۲۰۲۱. دریافت‌شده در ۱۰ نوامبر ۲۰۲۱.
120. ↑  «زندگینامه حسین خواجه‌امیری». همشهری آنلاین. ۱۰ شهریور ۱۳۹۲. بایگانی‌شده از اصلی در ۲۹ ژوئن ۲۰۲۱. دریافت‌شده در ۱۰ نوامبر ۲۰۲۱.
121. ↑  «کنسرت‌های اکبر گلپایگانی در اروپا». رادیو فردا. بایگانی‌شده از اصلی در ۲ ژوئن ۲۰۲۱. دریافت‌شده در ۲۹ مه ۲۰۲۱.
122. ↑  «استادی که به تنهایی یک دانشگاه موسیقی بود». خبرگزاری ایرنا. بایگانی‌شده از اصلی در ۱۵ ژانویه ۲۰۲۰. دریافت‌شده در ۱۰ نوامبر ۲۰۲۱.
123. 1 2 3 4  ««ابوالحسن صبا»؛ خورشید موسیقی‌دانان ایرانی». پایگاه خبری آفتاب. ۲۳ شهریور ۱۳۹۳. بایگانی‌شده از اصلی در ۲۳ مه ۲۰۲۱. دریافت‌شده در ۱۰ نوامبر ۲۰۲۱.
124. ↑  دهباشی، اسطورهٔ صبا، ۶۱۷.
125. ↑  دهباشی، اسطورهٔ صبا، ۶۱۸.
126. ↑  دهباشی، اسطورهٔ صبا، ۶۳۵.
127. ↑  دهباشی، اسطورهٔ صبا، ۶۳۶.
128. ↑  مستشاری، محمود (بهمن ۱۳۳۶). «صبا که بود و چه کرد». مجله موسیقی، از طریق کتاب اسطورهٔ صبا. ۳ (۱۸).
129. ↑  «آشنایی با موزه ابوالحسن صبا». همشهری آنلاین. ۳۰ بهمن ۱۳۸۸. بایگانی‌شده از اصلی در ۳۰ ژوئیه ۲۰۲۱. دریافت‌شده در ۱۰ نوامبر ۲۰۲۱.
130. ↑  دهباشی، اسطورهٔ صبا، ۵۷۷.
131. ↑  دهباشی، اسطورهٔ صبا، ۵۷۸.
132. ↑  «مردی به وسعت یک ارکستر». روزنامه آفتاب یزد. ۳ دی ۱۳۹۸. بایگانی‌شده از اصلی در ۲ ژوئن ۲۰۲۱. دریافت‌شده در ۲۸ مه ۲۰۲۱.
133. ↑  «مستند تلویریون ملی: ابوالحسن صبا که بود؟». هنریست. بایگانی‌شده از اصلی در ۱۰ نوامبر ۲۰۲۱. دریافت‌شده در ۲۸ مه ۲۰۲۱.
134. ↑  «تونل زمان». شبکه من و تو. بایگانی‌شده از اصلی در ۲۹ اکتبر ۲۰۲۰. دریافت‌شده در ۲۸ مه ۲۰۲۱.
135. ↑  «مستند ابوالحسن صبا». آپارات. بایگانی‌شده از اصلی در ۲ ژوئن ۲۰۲۱. دریافت‌شده در ۱۰ نوامبر ۲۰۲۱.
136. ↑  دهباشی، اسطورهٔ صبا، ۱۵.
137. ↑  دهباشی، اسطورهٔ صبا، ۱۶.
138. ↑  «سونات رنج». سامانه کتابخانه‌های دانشگاه تهران. بایگانی‌شده از اصلی در ۱۰ نوامبر ۲۰۲۱. دریافت‌شده در ۲۸ مه ۲۰۲۱.
139. ↑  «علی‌اکبر جعفر دهباشی». تابناک. بایگانی‌شده از اصلی در ۱۰ نوامبر ۲۰۲۱. دریافت‌شده در ۱۰ نوامبر ۲۰۲۱.
140. ↑  «رونمایی از کتاب اسطوره صبا؛ سخنان فخرالدینی و ناظری». همشهری‌آنلاین. ۲۵ شهریور ۱۳۹۳. بایگانی‌شده از اصلی در ۱۷ ژانویه ۲۰۱۹. دریافت‌شده در ۱۰ نوامبر ۲۰۲۱.
141. ↑  «کتاب ردیف سنتور به گویش صبا رونمایی شد». خبرگزاری ایرنا. ۲۰ مرداد ۱۳۹۵. بایگانی‌شده از اصلی در ۳ ژوئن ۲۰۲۱. دریافت‌شده در ۱۰ نوامبر ۲۰۲۱.
142. ↑  «کاشی ۹۲». مؤسسه فرهنگی هنری ماهور. بایگانی‌شده از اصلی در ۵ ژوئن ۲۰۲۱. دریافت‌شده در ۵ ژوئن ۲۰۲۱.
143. ↑  ««در قفس» دربارهٔ ابوالحسن صبا منتشر شد». خبرگزاری دانشجو. ۲۳ بهمن ۱۳۹۷. بایگانی‌شده از اصلی در ۱۰ نوامبر ۲۰۲۱. دریافت‌شده در ۱۰ نوامبر ۲۰۲۱.
144. ↑  «بزرگداشت استاد الاساتید در شب بخارا/ صبا افتخار موسیقی ایران بود». خبرگزاری مهر. بایگانی‌شده از اصلی در ۳ ژوئن ۲۰۲۱. دریافت‌شده در ۳ ژوئن ۲۰۲۱.
145. 1 2 3 4  میرعلینقی، سنگِ صبا، ۳۷.
146. ↑  «دو نشان جدید به دو هنرمند اعطا شد». خبرگزاری مهر. ۱۲ اردیبهشت ۱۴۰۰. بایگانی‌شده از اصلی در ۶ مه ۲۰۲۱. دریافت‌شده در ۱۰ نوامبر ۲۰۲۱.
147. ↑  «در مراسم بزرگداشت صدمین سال تولد صبا عنوان شد: گاهی ناچاریم برای هنرمندان بیمار، دخل بگردانیم این خجالت را به کجا ببریم؟». خبرگزاری ایسنا. ۱ دی ۱۳۸۱. بایگانی‌شده از اصلی در ۳ ژوئن ۲۰۲۱. دریافت‌شده در ۱۰ نوامبر ۲۰۲۱.
148. ↑  «فرهاد فخرالدینی: صبا، پیشرو ملودی‌سازی در موسیقی ایران است». خبرگزاری کتاب ایران. ۲۴ شهریور ۱۳۹۳. بایگانی‌شده از اصلی در ۴ ژوئن ۲۰۲۱. دریافت‌شده در ۱۰ نوامبر ۲۰۲۱.
149. ↑  «جزییات اولین جشنواره موسیقی دانشجویی «صبا»». خبرگزاری مهر. ۴ دی ۱۳۹۵. بایگانی‌شده از اصلی در ۱۲ دسامبر ۲۰۱۸. دریافت‌شده در ۱۰ نوامبر ۲۰۲۱.
150. ↑  «اختتامییه نخستین جشنواره دانشجویی موسیقی صبا برگزار شد». دانشگاه هنر. ۹ اسفند ۱۳۹۵. بایگانی‌شده از اصلی در ۱۰ نوامبر ۲۰۲۱. دریافت‌شده در ۱۰ نوامبر ۲۰۲۱.
151. ↑  «دومین جشنواره موسیقی صبا به ایستگاه آخر رسید». خبرگزاری مهر. ۱۶ آذر ۱۳۹۸. بایگانی‌شده از اصلی در ۱۰ نوامبر ۲۰۲۱. دریافت‌شده در ۱۰ نوامبر ۲۰۲۱.